# 西武10000系電車
西武10000系電車（せいぶ10000けいでんしゃ）は、1993年（平成5年）から製造された西武鉄道の特急車両。「ニューレッドアロー」（New Red Arrow ）の愛称を持つ。ニューレッドアローをアルファベット3文字に略すと「NRA」である。
本項では、富山地方鉄道に譲渡された20020形電車についても記述する。

## 概要
老朽化した初代特急車両5000系の置換え、また新宿線に新設される定期特急列車「小江戸」に使用することを目的に設計・開発が行われた。
1996年（平成8年）までに11本77両が導入された。その後、2003年（平成15年）に池袋線特急の増発のため、1編成が追加製造された。製造は全て日立製作所笠戸事業所が担当した。
1994年度の通商産業省グッドデザイン商品に選定された。

## 車両概説
本項では、1 - 4次車における落成当初の仕様について述べる。

### 車体
軽量形鋼を多用した20m級鋼製車体で「ゆとりとやすらぎの空間」をコンセプトに5000系と同じ裾絞り車体が採用された。構体は、腐食対策として外板には耐候性鋼板（SPA）、屋根板、床板にはステンレス鋼が用いられている。屋根は12本のビードが設けられた。運転台は高運転台構造を採用。塗装はグレー系3色をベースとし、客室窓下部に「レッドアロー」の愛称を表現した赤色の帯を配する。床面高さは通勤車より10mm低い1170mm、台車間距離は101系や4000系と同一の13,600 mmである。
側窓はシートピッチに合わせた広幅固定窓とし、幅1,740 mm、高さ906 mmのものを床面から790 mmの位置に配しており、1号車は片側5枚、7号車では6枚、中間車は8枚が並ぶ。
客用扉は5000系での折戸に対し本系列では片開きの引戸を採用し、1号車では片側2か所（両端）、その他では片側1か所（本川越寄り）に設けている。扉の高さは1,850 mm、幅は900 mmを基本に、1号車の後位側はバリアフリー対応のため1,030 mmとなっている。客用扉については乗務員室内に「ドア切換スイッチ」が設置されており、通常の設定のほか、奇数号車のみ、編成両端のドアのみを開く設定が可能となっている。以前は主に特急ホームがない駅での検札のためこの機能が用いられていたが、現在は基本的に使用されていない。
両先頭車の車体後部には「NRA」ロゴが配されており、1号車はロゴの上部に扉の半自動スイッチが設けられている。側面の車両番号表記は切り抜き文字、エンド表記はエッチングプレートを使用しているが、10102編成のみどちらもステッカーとなっている。

### 内装
座席は枕部分が盛り上がった形状のフリーストップ式リクライニングシートとなる。座面をグレイッシュブルー系、背ずりをパープル系、枕カバーをアクセントのブルーグリーン系とした。背面にはテーブルと網式物入れ、座席下にはバー式のフットレストを装備する。座席配置は2+2の4列で、西武新宿に向かって前方が1列目、左がA席で右がD席となる。1号車は10列、7号車は12列、中間車は16列が設けられている。シートピッチは5000系の930mmから1,070mmに拡大された。このため1車両あたりの乗車定員は5000系より減少したが、5000系6両編成に対して本系列では7両編成としたことで補填し、編成での定員は400人から406人へ若干増加している。
側窓は熱線吸収ガラスを使用した複層ガラスで2列1窓、窓キセはテーブル一体のアルミプレス成形品で化粧シート張りとし、カーテンは収納時の室内見付をスッキリさせる狙いから巻き上げタイプを採用した。
デッキ（出入台）は1号車の両端と2 - 7号車の本川越寄りに設けられているほか、7号車の西武新宿寄りも同様にサニタリー周辺が客室から仕切られている。仕切扉・貫通扉は客室の両端および両先頭車の貫通路に設けられ、中間車デッキ部の貫通扉は省略された。高さ1,850 mmで、820 mm幅の片開き（新宿に向かって左側へ開く）を基本とする。
バリアフリー対応として車椅子スペースが1号車の最後部に設けられている。10B・10Cにあたる部分の座席が削られており、隣り合う10A・10Dの座席には車椅子の固定具が取り付けられた。あわせて前述の通り直近の側引戸が広くなっているほか、直近の仕切扉も1,040 mmの両開きとされている。
サービス設備としては自動放送装置のほか、客室内の各妻面には鴨居部にLED式の車内案内表示器を、C席（1号車後位側はD席）の延長線上に非常通報器を備える。

両先頭車の連結部には飲み物の自動販売機と、洗面台、男女共用のトイレ、男性用小便器がそれぞれ設置されている。1号車の共用トイレはバリアフリー対応の洋式トイレで、車椅子利用者への配慮として手洗い部と非常通報器を2箇所に設置している。7号車の共用トイレは和式トイレ、こちらも非常通報器が備えられている。また1号車にはテレホンカード式の列車公衆電話（飯能 - 西武秩父間使用不可）も設置しており、付近の屋根に列車電話用アンテナを備える。

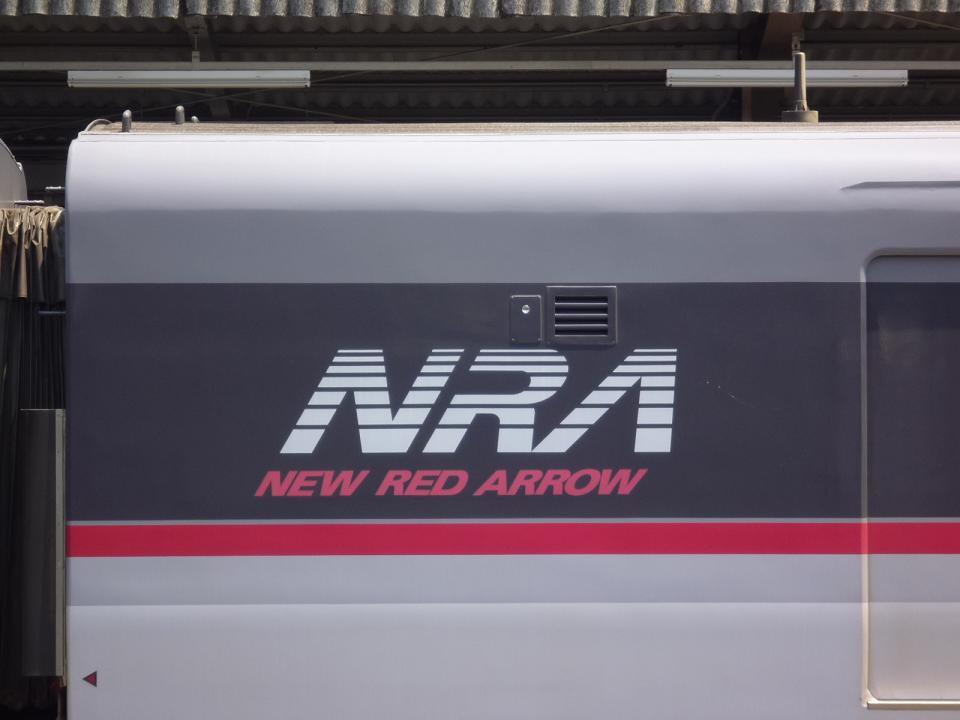
「NRA」ロゴ
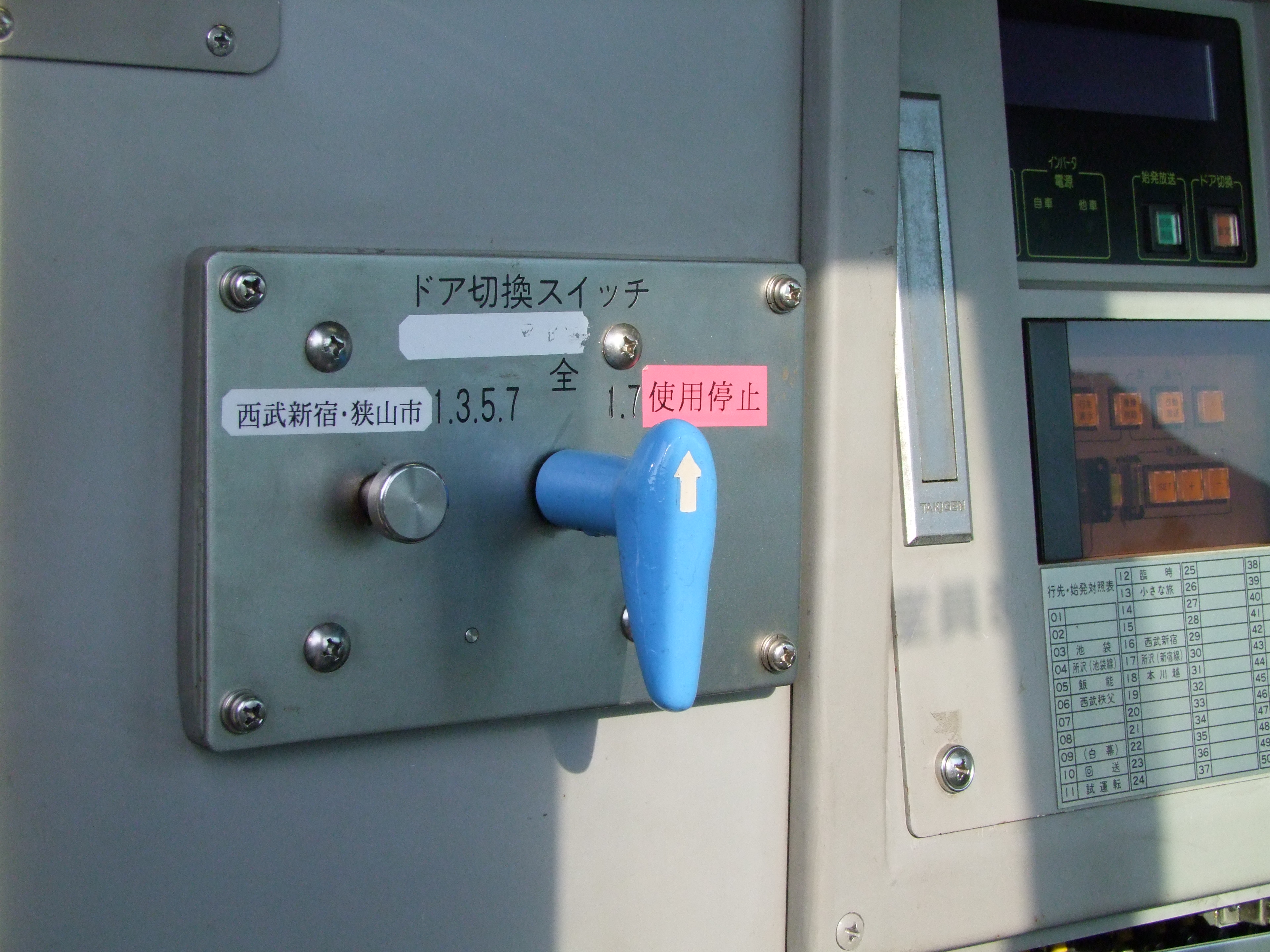
ドア切換スイッチ

### 機器類
走行機器については、保守面での合理化・経費削減・平準化・走行の安定化を目的に101系・新501系・5000系の機器類が流用された。
制御装置（流用品）は日立製作所製で、電動カム軸多段抵抗制御による主制御器MMC HTB-20EをM1・M3車に1台搭載する。1C8MのMM'ユニット方式で、MT比は4：3。抑速ブレーキ付きとなる。主電動機は150Kwの直流直巻電動機、駆動方式は中空軸平行カルダン、たわみ板接手方式となる。
台車（流用品改造）は住友金属工業製空気ばね台車で、FS372・FS072をベースに軸箱支持装置をペデスタル式から緩衝ゴム式に改造したFS542B（電動台車）・FS042（付随台車）が採用された。後述のフラット防止装置のため、ブレーキを軸単位の制御とし、軸端部に速度センサを取付ける等の改造が行われている。
なお台車については、10101編成および10102編成中のモハ10202・10302の計9両分は初期に改造されたものとなっており、形式名などの表記が切り抜き文字であるなどの特徴を有する。これらは1989年廃車の501系と701系クハからの発生品で、当初はフラット防止装置関係の改造を行っていない状態でしばらく留置されていた。1990年度の事業計画に記されていた新特急用に手配したものと考えることもできる。
ブレーキ方式（流用品）は電空併用応荷重装置付き電磁直通ブレーキ（HSC-D）で、従来車同様に保安ブレーキと圧着ブレーキを装備、また6000系以降で標準のフラット防止装置を備える。
補助電源装置は150kVAの静止形インバータ(SIV)をM2・M4車に1台搭載。受給電機能を備え、受給電接触器をT車に搭載する。3次車まではGTOサイリスタ素子のSVH150-493Aを、4次車以降はIGBT素子のSVH150-4011Aを採用。いずれも東洋電機製造製で、2次車からはメーカーロゴが変更されている。蓄電池はDC100V、40Ahのアルカリ蓄電池をT車に2台搭載、またTc1にはDC24VのDC-DCコンバーターを搭載する。
空気圧縮機（CP）は交流電動機駆動（低騒音タイプ）のHS20-4形電動空気圧縮機を採用し、M2・M4車に1台搭載する。
冷房装置は能力41.86 kW（36,000kcal/h）の集中式、日立製のFTUR-220-401系を各車1台搭載する。また屋根には換気扇を2台搭載、2次車以降のパンタなし中間車はこれが3台に増強された。
集電装置は菱形、電磁カギ外し装置付きのPT4320S-B-MをM1・M3・M4車の西武新宿方に各1台搭載する。ヒューズ箱は1次車のM1と10110編成のM1・M4、10111編成のM1が旧型の流用品を使用しており、外観が異なる。
両先頭車にはトイレを有するため、水タンク、汚水タンク、汚物処理装置が床下に装備される。ともに3次車から容量が変更され、水タンクは450ℓから570ℓへ、汚水タンクは250ℓが360ℓへと増加している。

## 5次車

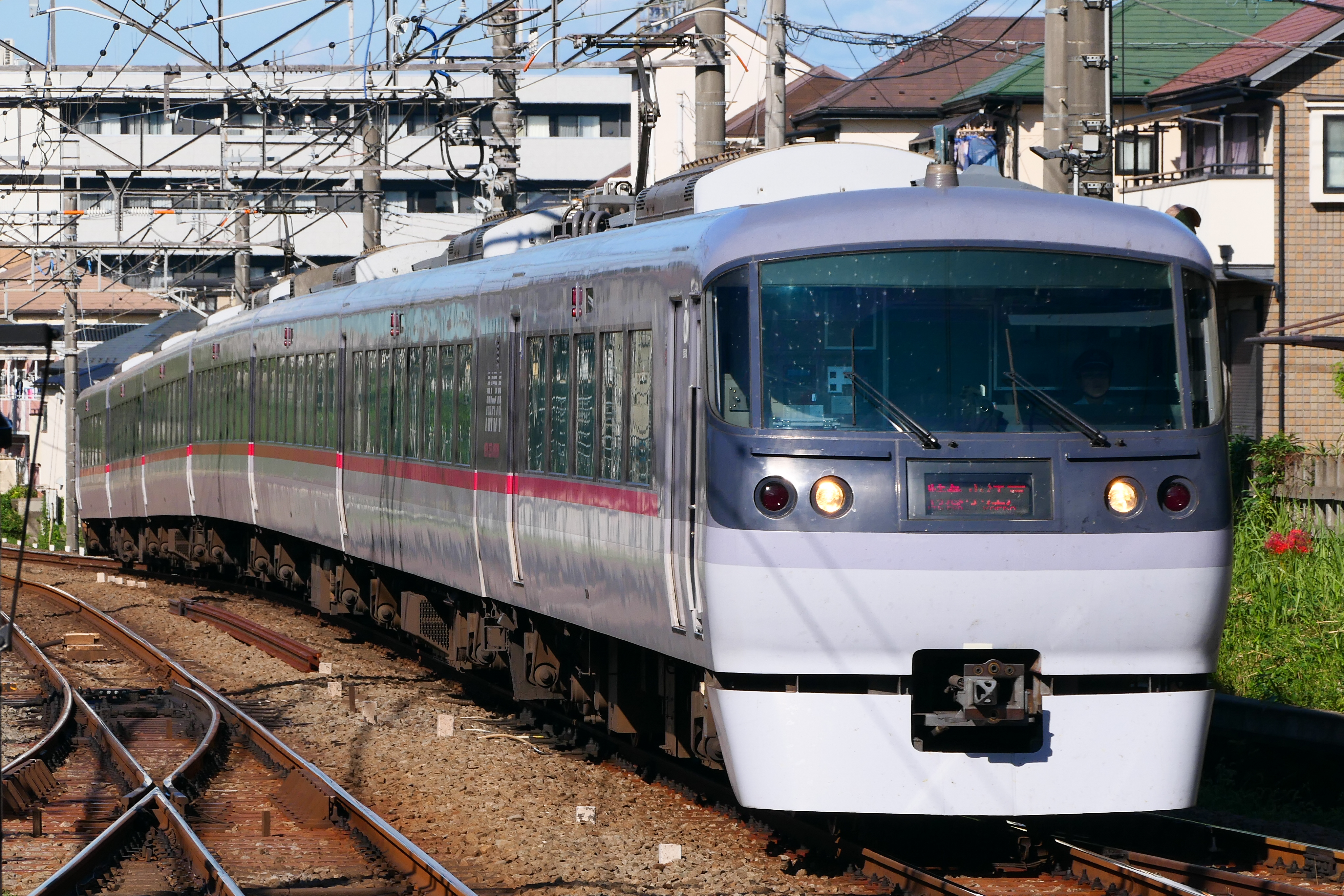
10112編成

2003年に製造された5次車（10112編成）では大幅な設計変更が行われた。本項ではその内容を示す。

### 車体
基本構造は1 - 4次車に準じているが、前面・側面の行先表示器を字幕式から3色LED式に変更している。また、窓ガラスを若干緑色を帯びたものへ変更した。このほか、前面では当時既に使用が終了していた通過標識灯が省略された。
また床面高さを20mm低い1150mmへ変更しており、全高も同じく20mm低い4035mmとなる。
車端部においては、転落防止幌（20000系と同等）を当初より設置した。その影響で妻面の手掛・足掛が若干内側にずらされたほか、パンタグラフに接する箇所およびそれに向かい合う箇所を除いては、屋根・床下ともに省略されている。表記類においても妻面の自重銘板が省略され、側面のエンド標記はステッカーへ変更された。

### 機器類
制御装置をIGBT素子によるVVVFインバータ制御へ変更。これにより設計最高速度が120km/hとなる。各種機器は20000系と共通化されており、主制御器は同車のものからモニタ関係の機能を省略したVFI-HR1815Cとなる。ブレーキ方式も回生ブレーキ併用電気指令式空気ブレーキ（HRDA-1-R）へ変更、抑速ブレーキは省略された。
主電動機を20000系と同じ出力135kWのかご形三相誘導電動機に変更。それによりメンテナンスが軽減されるため客室内の主電動機点検蓋（トラップドア）を省略している。
パンタグラフを菱形3基からシングルアーム2基とした。PT7116-BがM1・M3に1基搭載される。車体側の取付ピッチも変更されており、このため従来車の更新時と異なりアダプタが使用されない。
台車は廃車発生品を改造の上流用している点は変わらないが、緩衝ゴム式への変更が見送られており、形式は改造前と同じFS372・FS072のままとされた。
空気圧縮機をスクリュー式のRW20へ変更。なお後に従来車と同じHS20-4へ交換された。蓄電池の容量も60Ahへ変更されている。
冷房装置は41.9kWで代替フロン（R407C冷媒）使用のHRB304-1へ変更、日立製である点は変わらない。また屋根部の換気扇が各車2台へ変更された（後述の4号車を除く）。

### 内装
| 10111編成までの座席 |  | 10112編成の座席 |
| 10111編成までの座席 |  | 10112編成の座席 |

座席は外観・形状を一新した。色はブルーを基調とし、また背面にドリンクホルダー、肩部に取手を設け、さらに保守性の向上も図られた。なお既存車への展開が容易なよう取付寸法は共通化している。あわせて床敷物もブルー系とした。
またバリアフリーの観点から、デッキにおいて側扉付近の床面を黄色く着色したほか、開扉中のドアチャイムを追加した。またトイレ周りも大きく変更されており、1号車洋式トイレ扉の開口部拡大や自動化（ボタン操作：便器付近にも設置）や汚物処理装置が噴射式から清水空圧式に変更されたことがあげられる。

### 喫煙車両
喫煙車であった4号車は換気扇を4台へ増強するほか、全熱交換機（大型換気装置、商品名ロスナイ）を2台搭載、既存車への改造も容易となるよう吸排気は独立させ、構造を簡素化した。室内側には空気清浄機を設置、網棚上に4台が千鳥配置となる。またこれらによる冬季の冷え込み防止のため、3・4号車のデッキにはヒーターを設置した。
さらに内装はフッ素コーティングの化粧板を採用しヤニの付着を防止するほか、表面のエンボスをなくし、清掃性を確保した。

## 導入後の変遷

### 喫煙車の特別修繕
タバコによるヤニなどの汚れが顕著となったため、化粧板、座席モケットの貼り替えなどを行った。2000年に10101編成より順次実施。

### 転落防止幌設置
2001年から2004年にかけて全編成に施工された。なお10112編成とは若干形状が異なる。
これにより妻面の手掛が一部干渉するため、パンタグラフ付近の2か所を除き床下の足掛とともに撤去された（屋根は存置）。残す箇所では妻面の手掛が一部移設された。

### HID前照灯の試用
10101編成が2004年12月から試験的にHIDランプを搭載していたが、山間や降雪時の視認性に難があり本格採用には至らなかった。2006年の検査時にシールドビームへ戻されている。

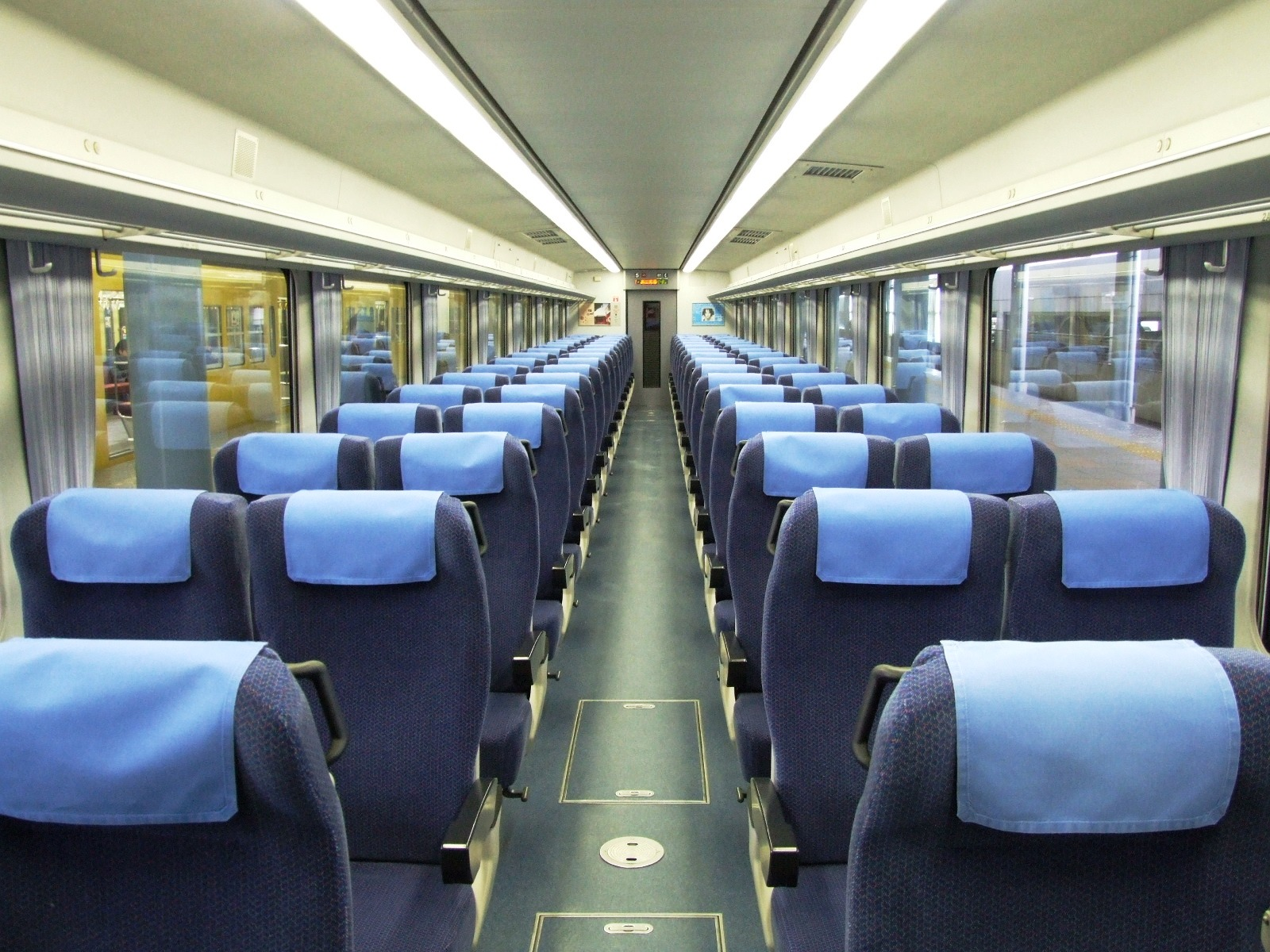
更新後の車内

### 内装設備更新
2003年度（平成15年）から2008年度（平成20年）にかけて、内装の更新（リニューアル）工事が実施された。更新内容は5次車に準じている。
客室全般
- 座席の交換[8]・床敷物の張り替え、各種ステッカー貼り替え[11]
  - 交換された座席は伊豆急行8000系や秩父鉄道6000系に再利用されたほか、イベントでの一般向け販売も行われた。
- 4号車の空気清浄機・全熱交換機（大型換気装置）設置および換気扇増設
  - 2006年度以降は省略（喫煙車廃止のため）。ただし10108編成は換気扇のみの増設が行われている。
- カーテン変更[8]（巻き上げ式→横引き式）
  - 本工事においては10104編成以降で実施。それ以前に改造を受けた3編成、ならびに10112編成は追って施工された[8]。
- インアームテーブル設置[8]
  - 座席方向を7号車向きとする場合において、1号車9B・9C席が車椅子スペース直後となりテーブルが使用できなくなるため、当該の座席に設置された[8]。
  - 10104編成以降で実施[8]。それ以前に改造を受けた3編成と10112編成への追設は見送られた。

デッキ関係
- デッキ周りの内装材取替え
- ドアチャイム設置
- トイレ・洗面台の更新、1号車バリアフリートイレの扉自動化[11]
- 自動販売機の交換[11]

その他
- パンタグラフのシングルアーム化
  - 菱形のPT4320S-B-Mからシングルアーム式PT7116-B1へ変更
  - 両者で取付ピッチが異なるため、アダプタを介して取り付けられた。
    - 10101編成では当改造時には施工されず、後の2006年の検査時に施工（6月21日付[12]）
    - 10107編成では当改造より前、2006年の検査時に施工（12月2日付[12]）
    - 10111編成では当改造より前、2005年の検査時に施工（6月22日付[12]）

| 編成      | 改造日     | 備考                                                   |
| --------- | ---------- | ------------------------------------------------------ |
| 10101編成 | 2004.03.26 |                                                        |
| 10102編成 | 2004.09.24 | 以下、改造と同時にパンタグラフ換装                     |
| 10103編成 | 2005.03.25 |                                                        |
| 10104編成 | 2005.10.13 | 以下、インアームテーブル設置・改造と同時にカーテン変更 |
| 10105編成 | 2006.03.31 |                                                        |
| 10106編成 | 2006.09.29 | 以下、4号車への換気装置設置・換気扇増設等を省略        |
| 10108編成 | 2007.03.20 | 4号車換気扇増設                                        |
| 10109編成 | 2007.10.22 |                                                        |
| 10111編成 | 2008.03.21 | 改造前にパンタ換装済                                   |
| 10107編成 | 2008.10.09 | 改造前にパンタ換装済                                   |
| 10110編成 | 2009.03.10 |                                                        |

### その他の改造
- 列車情報装置取付[注 4]（2003 - 2005年度）
- ATS装置更新[注 4]（2005 - 2008年度）
- 列車無線の更新[注 4]
  - 1997年頃に全編成で実施
  - 2020年から2021年にかけて、現存する6編成（10105・10108 - 10112編成）に実施

- 電子警笛設置
  - 20000系と同じ高音タイプ[13]が設置された。

- 喫煙車廃止[8]
  - 当初より唯一の喫煙車であった4号車が2006年10月1日より禁煙となった[14]。それにより空気清浄機を全車で撤去している。

- 列車公衆電話廃止[8]
  - NTTドコモのmovaサービス終了に伴い2012年3月31日に廃止され、以後屋根上の列車電話用アンテナと共に撤去されている。
- 枕カバーの変更[8]
  - 2013年より、水色から白色へ変更された。またその後、白地に赤でNRAのロゴ等が描かれたものへ再度変更されている。
- クーラー取替
  - 当初はクーラー側面に点検蓋がなかったが、初期の段階で点検蓋のあるタイプへ変更されている。
  - 2014年12月の10107編成[15][注 5]を皮切りに、FTUR-220-401BからHRB304-1Aへの更新が実施された。2016年頃に10110編成と10111編成、2017年2月頃に10108編成で実施され、また2019年4月頃に10107編成と10109編成でトレードを実施[注 5]。最終的に10101 - 10107編成がFTUR-220-401B、10108 - 10111編成の4本がHRB304-1Aとなり、前者は10105編成の廃車により消滅した。
- 非常ハシゴ取付
  - 両先頭車のデッキ部（1号車は公衆電話跡地下、7号車はゴミ箱跡地）に設置された。2022年1月に残存する全5編成に実施されている。
- ChargeSPOT設置
  - 2023年12月22日より順次、モバイルバッテリーシェアリングサービス『ChargeSPOT』を1号車公衆電話スペース跡に設置。同サービスが列車内に設置されるのは初となる[16]。

## ラッピング車両
NHK連続テレビ小説『つばさ』ラッピングトレイン - 10111編成（新宿線）
- 2009年3月20日から9月26日まで新宿線系統で運行[17]。
  - 埼玉県川越市が舞台となる同番組のPRとして、車体側面にヒロイン役の多部未華子をはじめとする出演者のラッピングが施された。
  - 前面には『連続テレビ小説「つばさ」』と記されたマークを掲出。

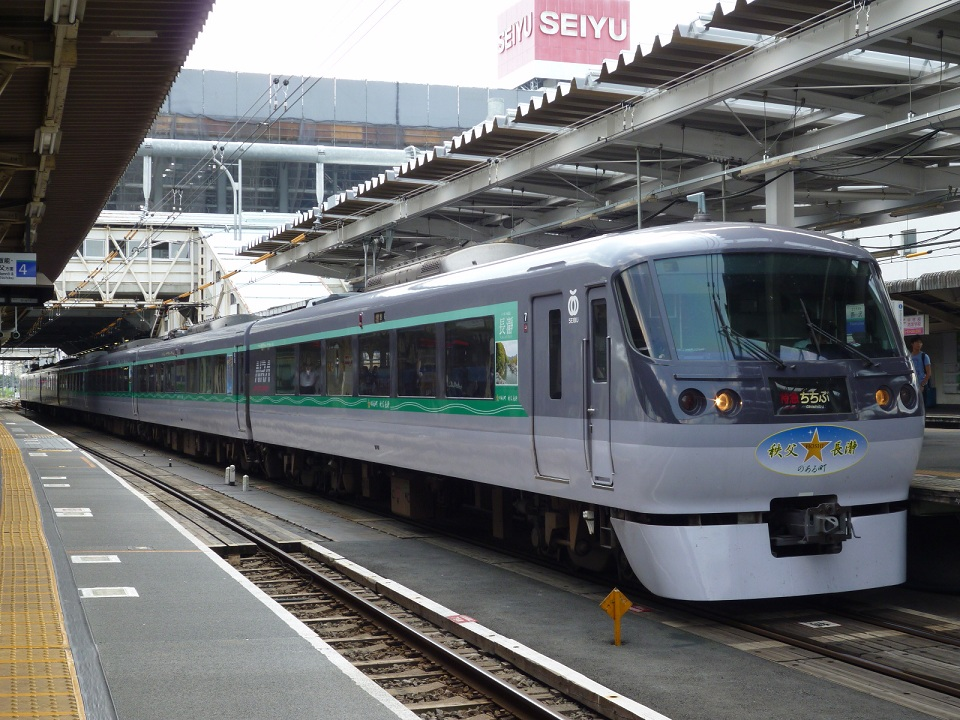
10107編成
「☆のある町 秩父 長瀞」号
（2011年8月29日 所沢駅）

「☆（ほし）のある町 秩父 長瀞」号 - 10107編成（池袋線）
- 2011年7月19日[18]から2013年7月中旬まで池袋線系統で運行。
  - フランスの旅行ガイドブック『ミシュラン・グリーンガイド・ジャポン』に秩父郡長瀞町の「宝登山神社」が掲載されたことを記念したラッピングで、前面にヘッドマークシール・車両の側面に緑色ライン・ドア横に長瀞の観光地を紹介したイメージ画像を配している。

キリン「生茶」 - 10103編成（池袋線）
- 2012年9月8日から10月13日まで池袋線系統で運行。
  - 車両前面と側面窓周囲に生茶の広告を掲出。

キリンメッツコーラ - 10107編成（2013年/池袋線）・10102編成（2014年/池袋線） 
- 2013年9月14日[19]から10月14日[注 6]まで池袋線系統で運行。
  - 車両前面と側面窓周囲にキリンメッツコーラの広告（黒色系）を掲出。
- 2014年8月3日から9月上旬まで池袋線系統で運行。
  - 車両前面と側面窓周囲にキリンメッツコーラの広告（黄色系）を掲出。

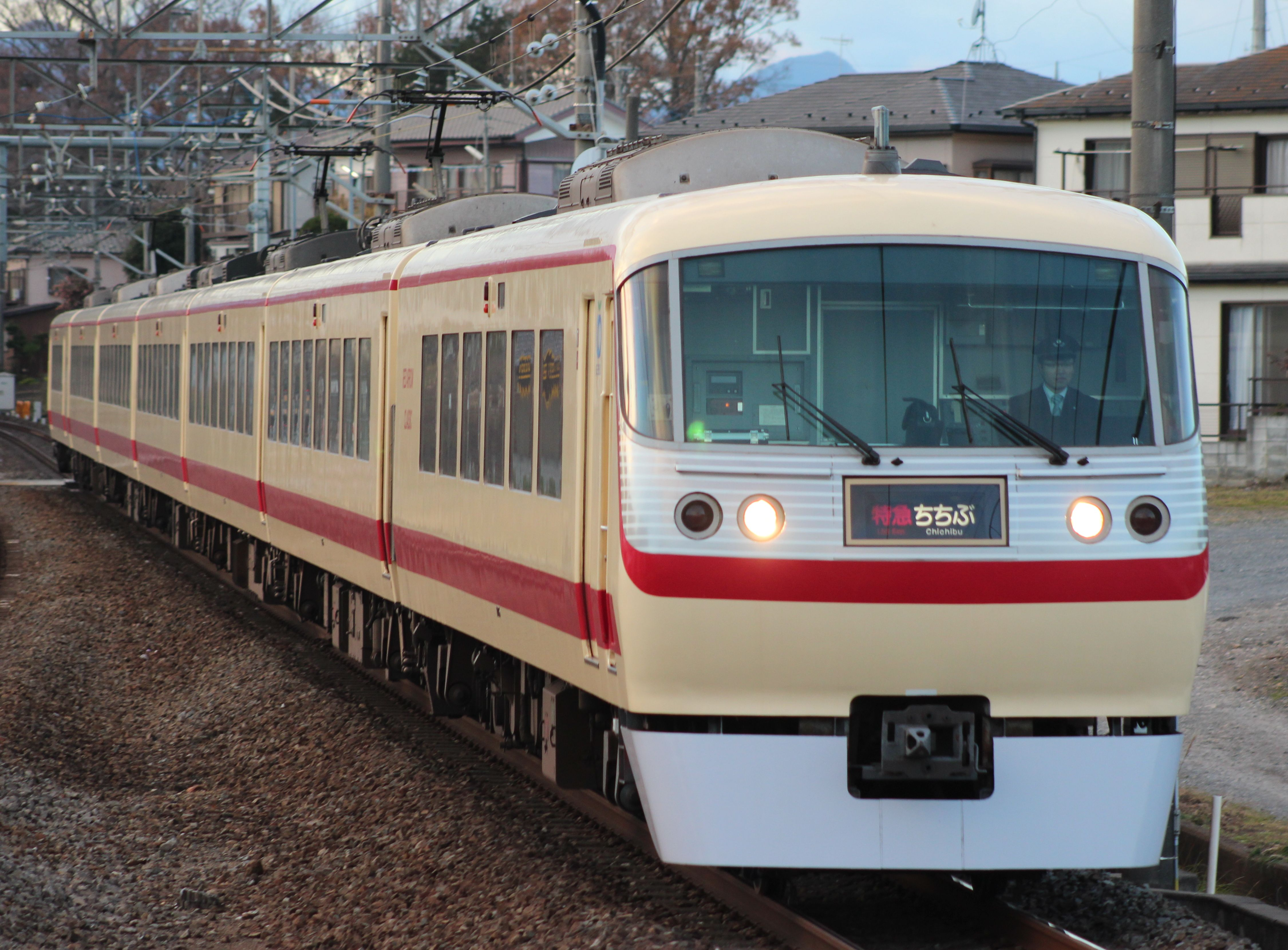
10105編成
レッドアロークラシック
（2012年12月9日 元加治駅）

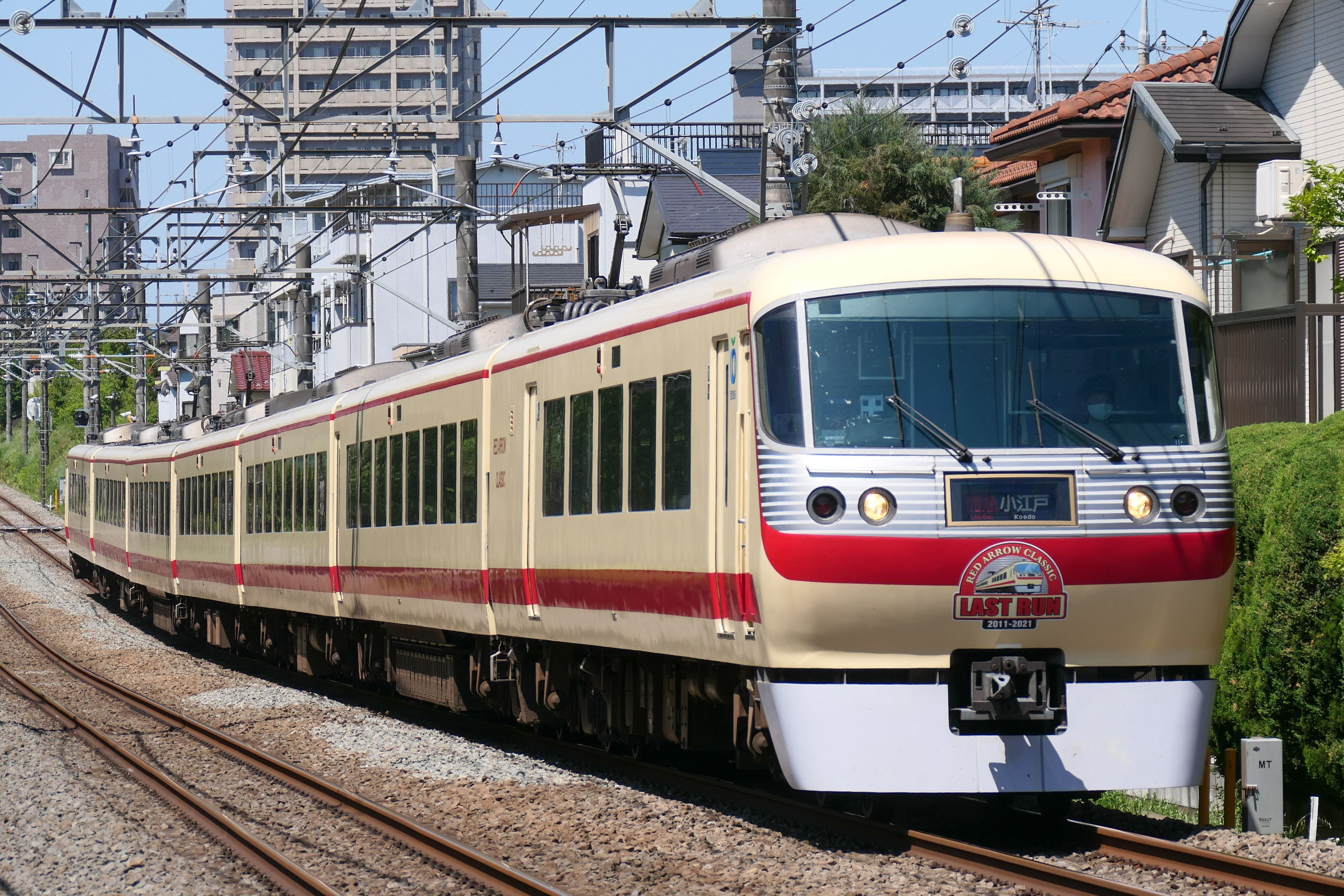
「レッドアロークラシック
ラストランロゴ掲出特急電車」（2021年4月21日 東伏見駅－武蔵関駅間）

レッドアロークラシック - 10105編成（池袋線→新宿線）
- 2011年11月27日[20]から2021年6月8日まで運行。2020年3月13日までは主に池袋線系統で、それ以降は主に新宿線系統で運行された。後述の拝島線特急[21]を始め、臨時列車にも多数充当された。
  - 初代レッドアロー・5000系の塗色に変更し、先頭車前面窓下には5000系のステンレス製飾り板を模したラッピングを施工
  - 両先頭車の車体後部側面には「NRA」ロゴに代わり「RED ARROW CLASSIC」ロゴを表記
  - 車内座席背面テーブルには昭和40年代の西武線沿線写真を掲出（2013年頃まで）
    - 運行開始時の臨時列車の特急券には特製硬券を使用[22]。
    - 2017年9月の検査出場時より前面の赤帯が太く変更されている[23]。
    - 2020年3月25日付で小手指車両基地から南入曽車両基地へ転属[24]。同日より新宿線系統での営業運転を開始[注 7]。
    - 2021年4月16日より、ラストラン記念ロゴを前面と4号車側面に掲出し、「レッドアロークラシック ラストランロゴ掲出特急電車」[25]として運行。
    - 同年4月29日をもって定期運行を終了。定期運用終了後は5月に池袋線系統、新宿線で臨時運行を行った[26]ほか、6月5日には電車フェスタ向けのツアー運行も行われ[27]、2021年6月8日にラストランロゴ掲出のまま横瀬へ廃車回送された[注 8]。
      - 廃車回送の際には模擬的な種別板が用意され、小手指 - 飯能では赤地「惜別」、飯能 - 横瀬では青地で「最終」の札を、進行方向側の前面左上に掲出していた[28]。

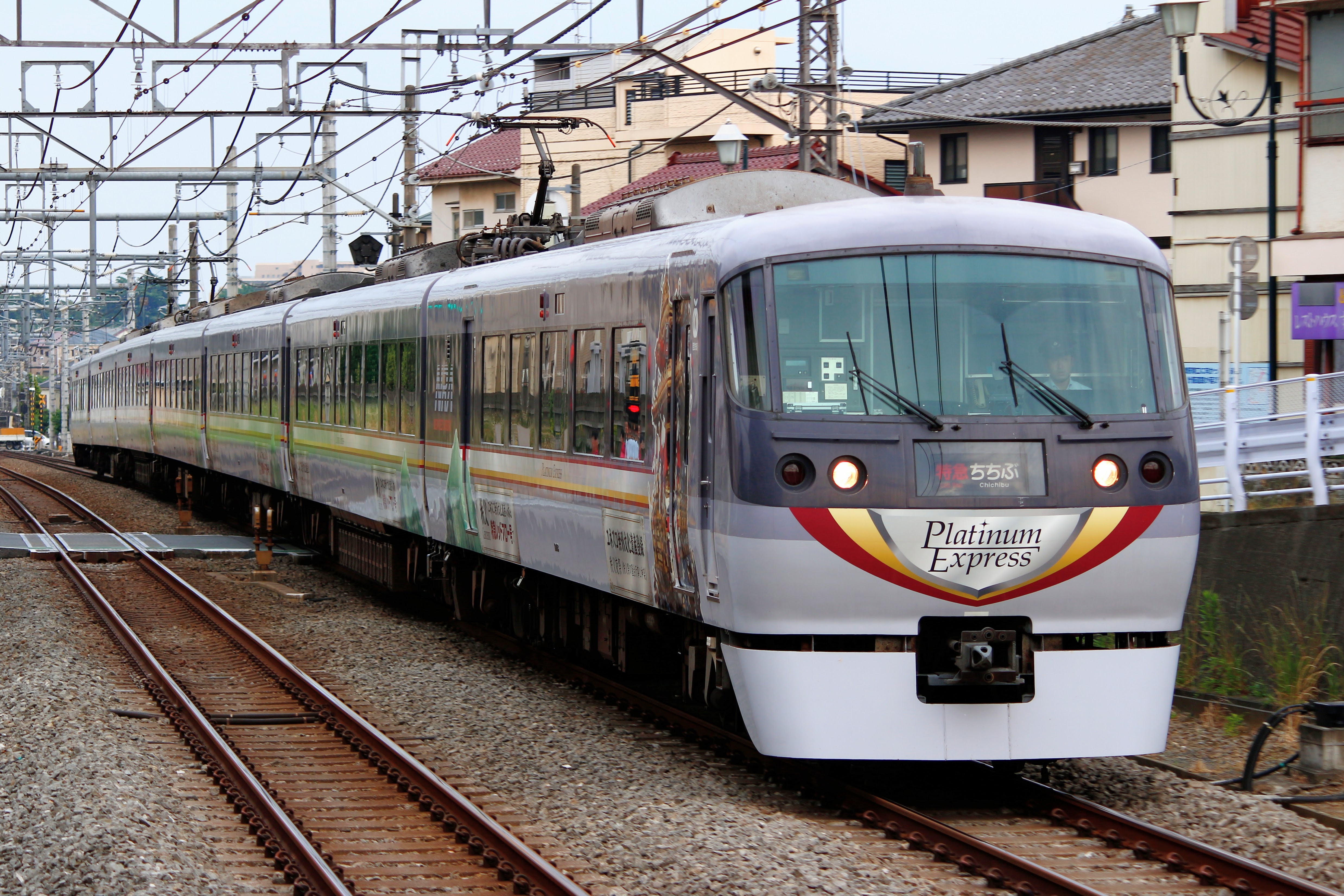
10103編成
プラチナ・エクスプレス 秩父Ver.
（2019年6月1日 清瀬駅 - 秋津駅間）

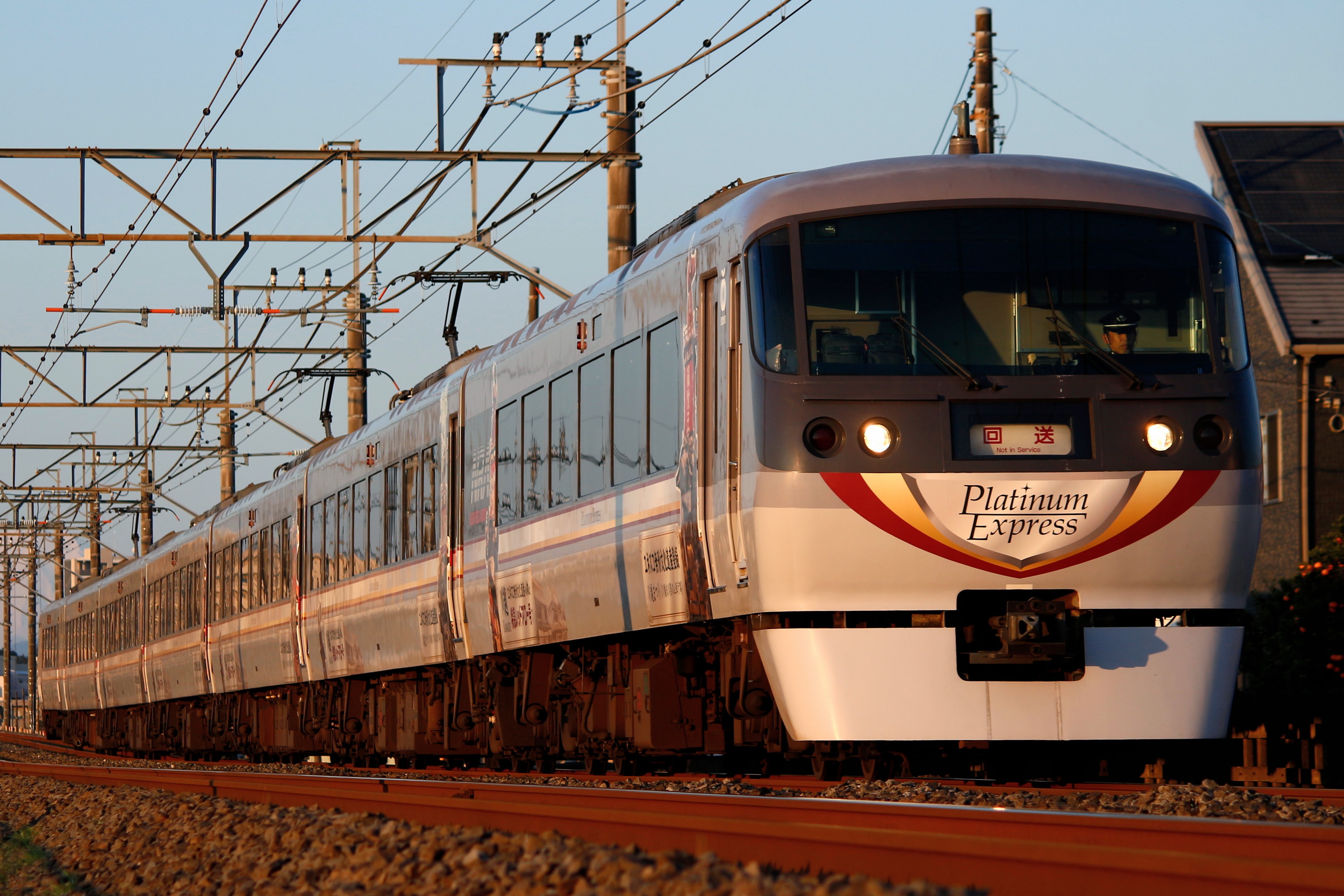
10104編成
プラチナ・エクスプレス 川越Ver.
（2019年3月9日 狭山市駅 - 新狭山駅間）

プラチナ・エクスプレス 秩父Ver. - 10103編成（池袋線）
- 2016年12月25日[29]から2019年7月23日まで池袋線系統で運行。
  - 秩父市の秩父夜祭と川越市の川越まつりが、ユネスコの無形文化遺産に登録されたことを記念するほか、埼玉県が川越から秩父・長瀞に至るコースを埼玉プラチナルートと名付けた[30]ことに合わせ、車体側面に秩父夜祭の屋台、笠鉾、武甲山といった地域の代表的なランドマークをラッピング。
  - 前面にはPlatinum Expressのマークが掲出された。
  - 001系の増備により、2019年7月23日にラッピングが施されたまま横瀬へ廃車回送された。

プラチナ・エクスプレス 川越Ver. - 10104編成（新宿線）
- 2017年1月25日から2019年9月25日まで主に新宿線系統で運行[29]。
  - 車体側面には川越まつりの山車や時の鐘をラッピング。前面には前述の秩父Ver.と同じマークが掲出されている。
  - 通常は新宿線系統で運用されたが、稀に池袋線系統へ貸出された。特に2018年5月の車両故障に伴う代走運用では、後述するラブライブ仕様の運行開始と重なり、ラッピング車両（レッドアロークラシック、ラブライブ、プラチナエクスプレス秩父、同川越）が全て池袋線に集結する形となった。
  - 001系の増備による10111編成の転属で、2019年9月25日にラッピングが施されたまま横瀬へ廃車回送された。

テレビアニメ作品『ラブライブ!サンシャイン!!』 - 10109編成（2017年/池袋線）・10102編成（2018年/池袋線）
- 2017年9月16日から10月15日まで池袋線系統で運行[31]。
  - 2017年9月29日・30日に西武ドームで開催されたコンサートに関連し、同年9月16日から10月15日まで実施のスタンプラリーとコンサート向けツアー運行に合わせ、同期間内限定でラッピングを行った。
  - 各車両にAqoursメンバーのイラスト、メンバーカラーの星型マークとイメージマークが配置された。なおキャラクターデザインは子会社である伊豆箱根鉄道の3000系ラッピング車と同じである。

- 2018年5月11日から6月23日まで池袋線系統で運行[32][33]。
  - 2018年6月9日・10日に西武ドームで開催されたコンサートでも、前年同様にスタンプラリーとコンサート向けツアー運行に合わせラッピングを行っている。
  - 2018年仕様は5000系初代レッドアローおよび前述のレッドアロークラシックの塗装を衣装に取り込んだオリジナルキャラクターデザインに加え、JRの特急列車である「さくら」「みずほ」等のヘッドマークを模したデザインのイメージマークが掲出された。

|               | ← 飯能・西武球場前池袋・西武秩父 → |          |            |            |          |          |            |            |            |
| 号車番号      | 1                                  | 1        | 2          | 3          | 4        | 5        | 6          | 7          | 7          |
| 位置          | 飯能方                             | 池袋方   | 池袋方     | 池袋方     | 池袋方   | 池袋方   | 池袋方     | 飯能方     | 池袋方     |
| メンバー('17) | 松浦果南                           | 小原鞠莉 | 黒澤ダイヤ | 桜内梨子   | 津島善子 | 渡辺曜   | 黒澤ルビィ | 国木田花丸 | 高海千歌   |
| メンバー('18) | 高海千歌                           | 松浦果南 | 桜内梨子   | 黒澤ダイヤ | 渡辺曜   | 津島善子 | 国木田花丸 | 小原鞠莉   | 黒澤ルビィ |

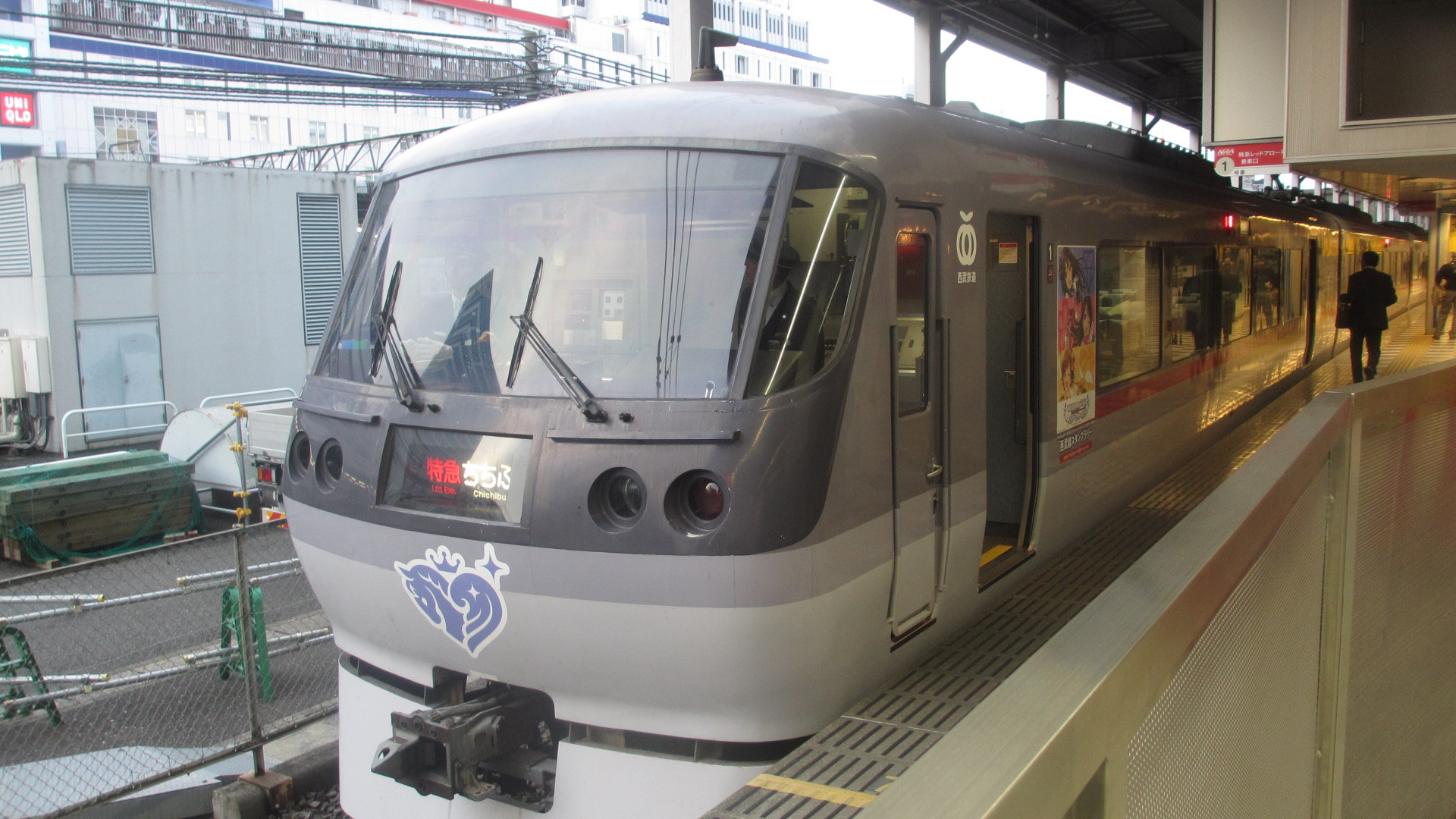
10111編成
アイドルマスター シンデレラガールズ
（2018年11月13日 池袋駅）

ゲーム・テレビアニメ作品『アイドルマスター シンデレラガールズ』 - 10111編成（池袋線）
- 2018年10月30日から11月25日まで池袋線系統で運行。
  - 2018年11月10日・11日に西武ドームで開催されたコンサートに関連し[34][35]、同年10月26日から11月25日まで実施のスタンプラリーとコンサート向けツアー運行に合わせ、期間限定で同作のラッピングが前面と車体側面の計6か所[注 9]に施された。

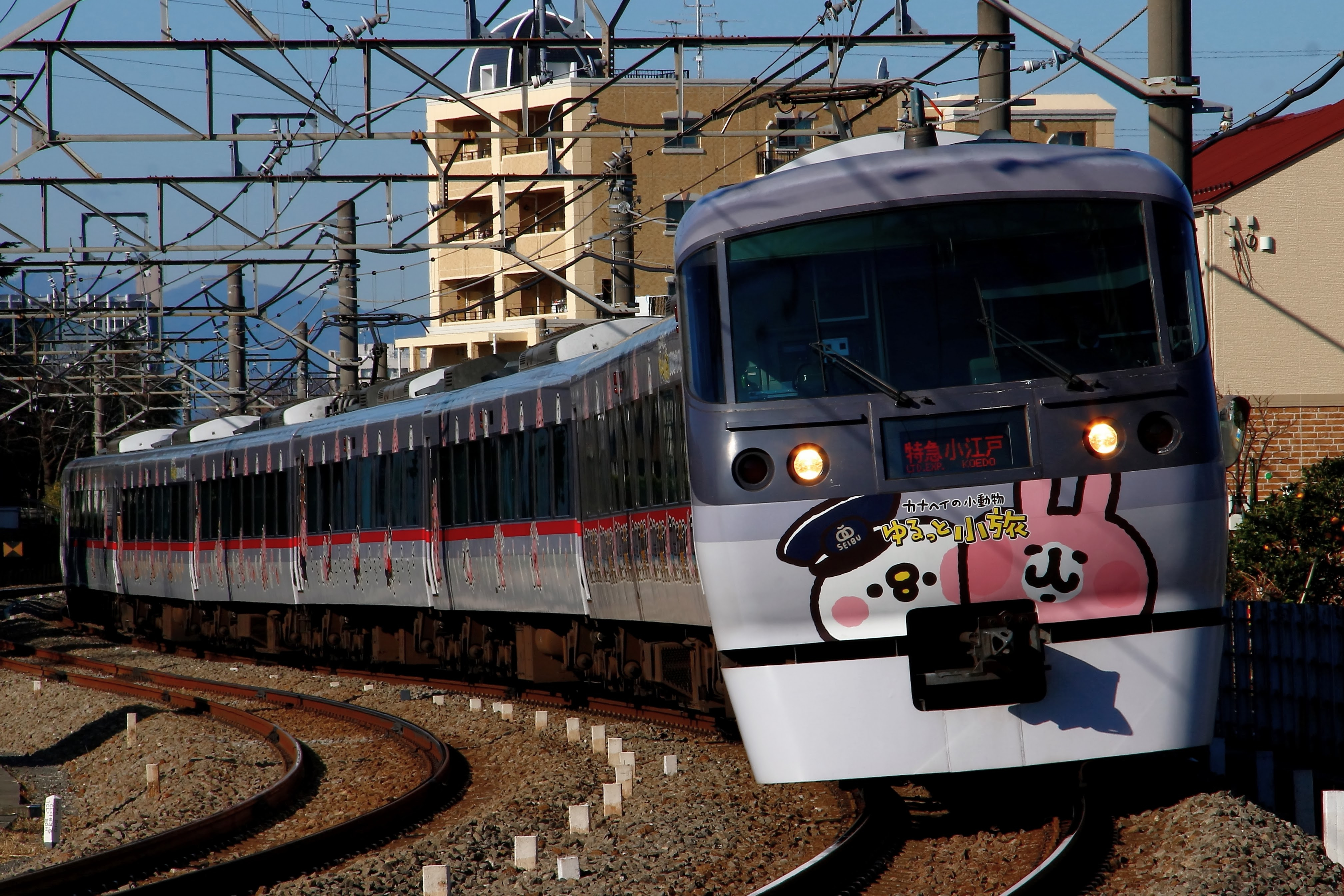
10112編成
「カナヘイの小動物 ゆるっと小旅 西武鉄道で行く川越旅号」
（2020年1月3日 小平駅 -花小金井駅間）

西武鉄道×カナヘイの小動物 ゆるっと小旅 西武鉄道で行く川越旅 - 10112編成（新宿線、池袋線）
- 2018年12月15日[36]から2020年1月6日[注 10]まで主に新宿線系統で運行。
  - 訪日外国人向け乗車券「西武川越パス」の販促キャンペーン「カナヘイの小動物 ゆるっと小旅 西武鉄道で行く川越旅」キャンペーンに関連し、カナヘイのキャラクター「ピスケ&うさぎ」の主に川越に因んだイラストのラッピングが車内外に施された。1号車新宿方のデッキにはカナヘイによるサインが掲出されていた。
  - 2019年10月[37]と11月に計3度、池袋線へ貸出されている。

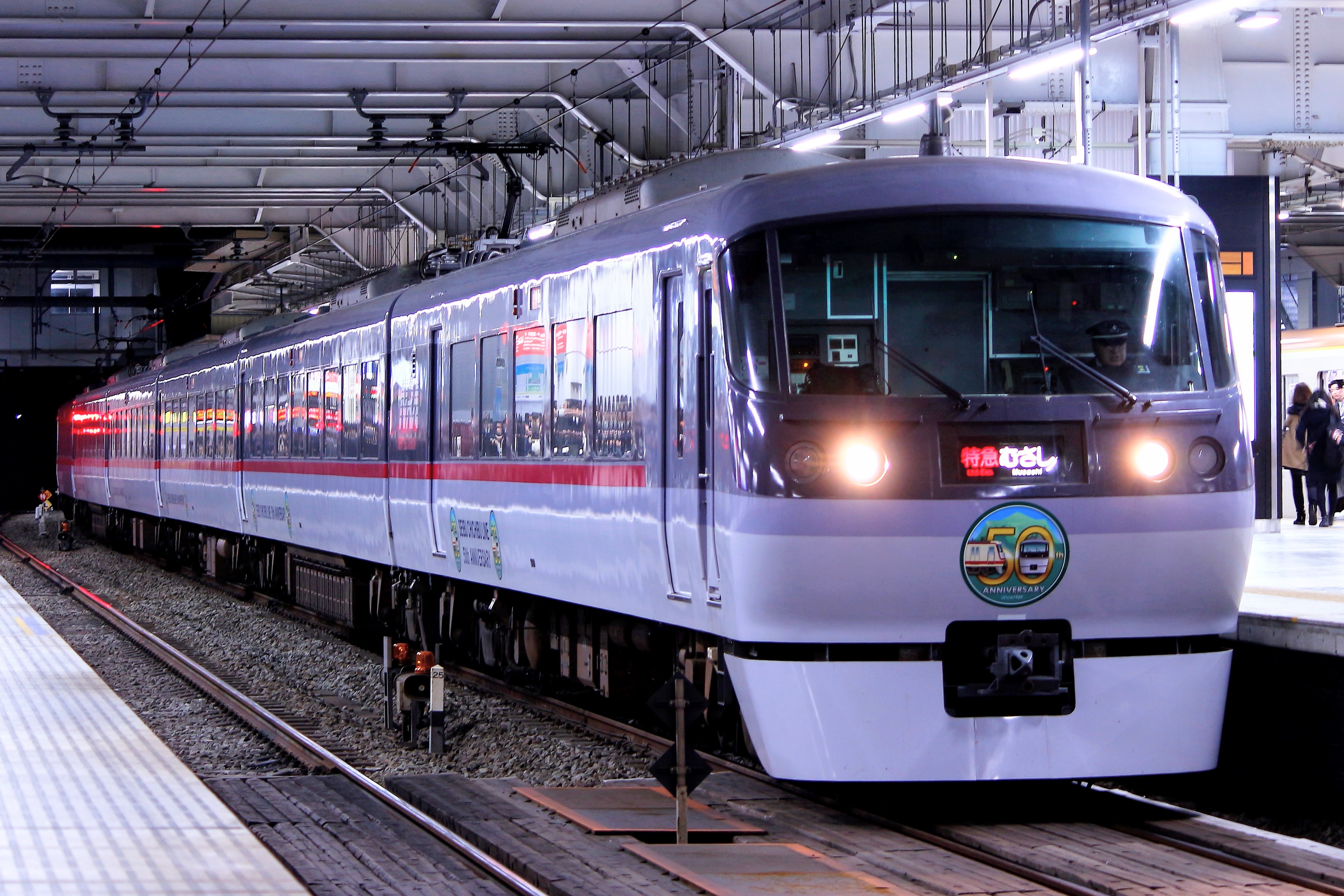
10110編成
西武秩父線開通 50 周年記念ラッピング特急電車
（2019年12月4日 所沢駅）

西武秩父線開通 50 周年記念ラッピング特急電車 - 10110編成（池袋線）
- 2019年10月10日[38]から2020年2月22日[注 11]まで池袋線系統で運行。
  - 「特急電車運行開始 50 周年記念プロモーション」の一部として、西武秩父線開通 50 周年記念ロゴを車両前面と側面に掲出。
  - ラッピング運行終了後はすぐに後述のラストランラッピングが施された。

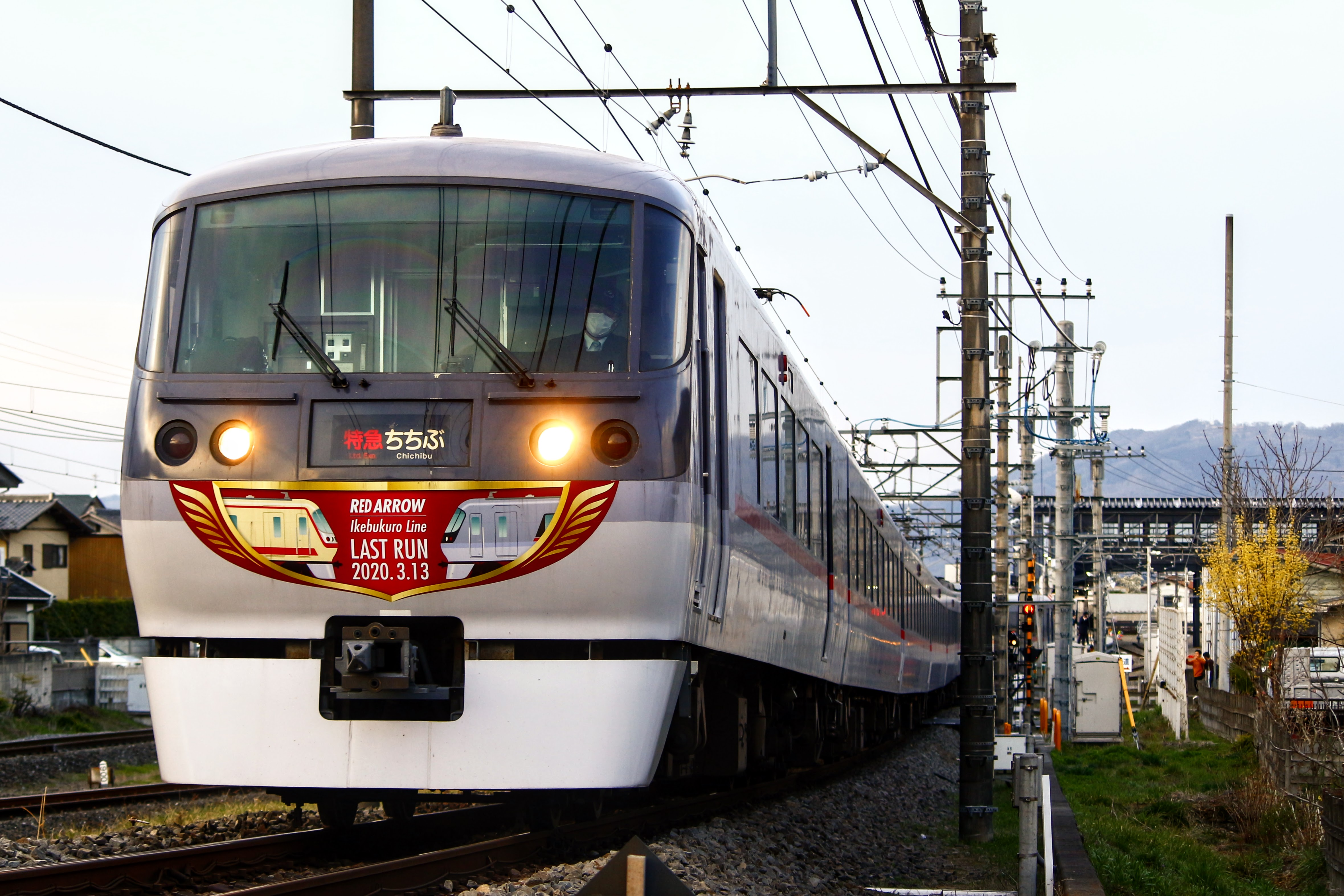
10110編成
池袋線レッドアロー号ラストランロゴヘッドマーク
（2020年3月13日 横瀬駅 - 西武秩父駅間）

池袋線レッドアロー号ラストランヘッドマーク特急電車 - 10110編成（池袋線）
- 2020年2月24日から3月13日まで池袋線系統で運行[39]。
- 池袋線・秩父線における当系列の定期運用が終了することから、ラストラン記念ロゴを車両前面に掲出。

## 運用
1993年12月6日に新宿線特急「小江戸」で営業運転を開始。1994年（平成6年）からは池袋線系統への投入が開始され、1995年（平成7年）10月31日までに全列車が本系列に統一された。
導入完了時点で南入曽車両基地に6編成、小手指車両基地に7編成が配置され、前者は新宿線系統、後者は池袋線系統の運用に充当されるが、検査や故障、臨時列車などにより車両が不足した際は相互に車両が貸し出されていた。秩父夜祭開催時の臨時特急運行時には、小手指所属の全編成のほかに南入曽所属の予備1編成を合わせた8編成を活用していた時期もある。
後継となる001系「Laview（ラビュー）」の投入に伴い、池袋線・西武秩父線系統では2020年（令和2年）3月13日をもって定期運用を終了し、一部廃車も発生している。2021年（令和3年）5月現在、南入曽車両基地に7両編成5本35両が在籍している。
2026年度以降に新宿線に新型車両が導入され、本系列を置き換える予定となっている。

### 定期列車

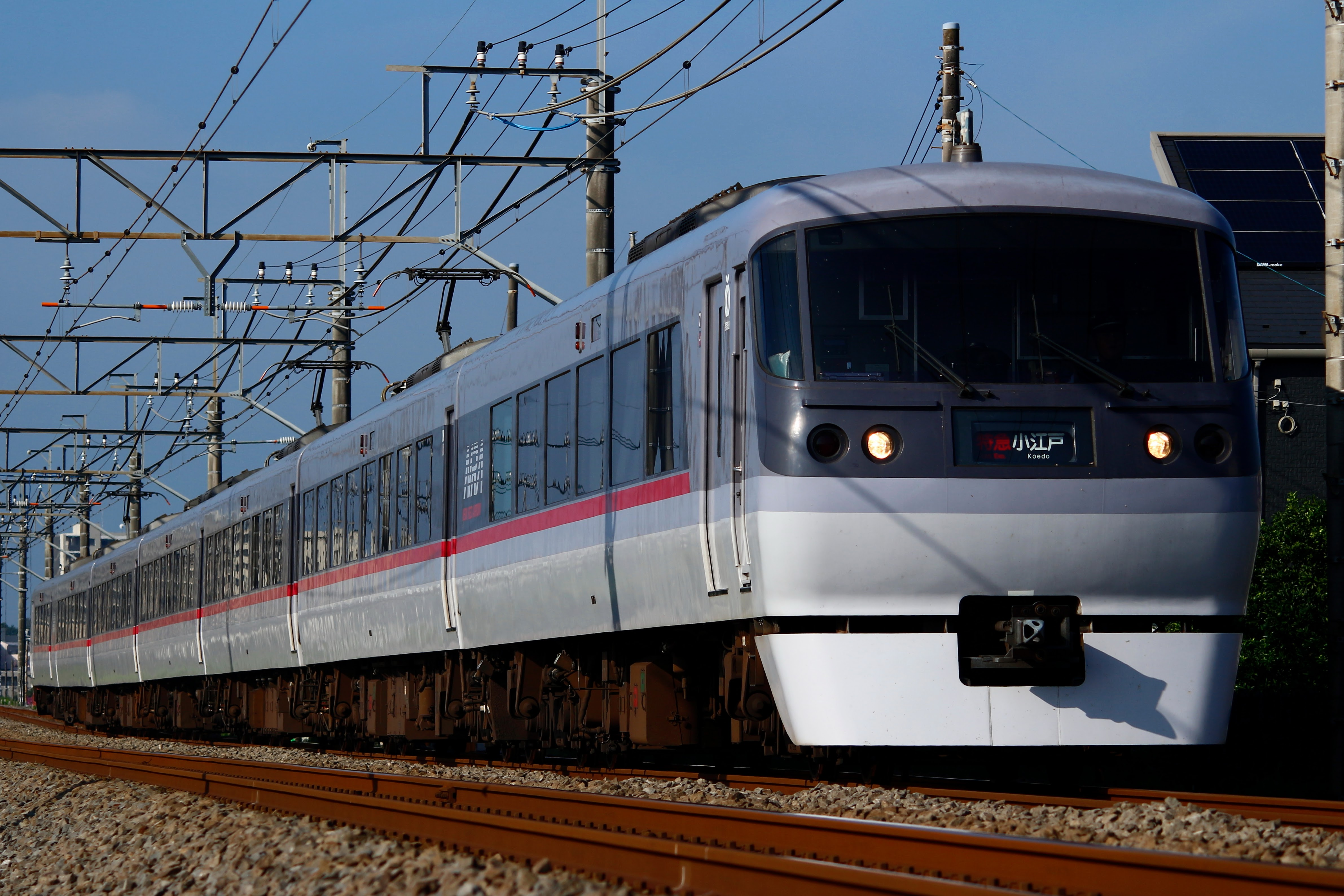
新宿線の「小江戸」
（2019年9月6日 狭山市駅-新狭山駅間）

#### 「小江戸」
- 西武新宿駅 - 本川越駅間で運行。

「ちちぶ」「むさし」
- 1994年から2020年3月13日まで[45]運用。

おくちちぶ
- 1993年から池袋 - 西武秩父間で休日のみ運転された列車。後に本系列を使用して運転を引き継いでいるが、2005年3月12日のダイヤ改正で廃止された。「ちちぶ」との差異は停車駅のみである。

### 臨時列車
ドーム

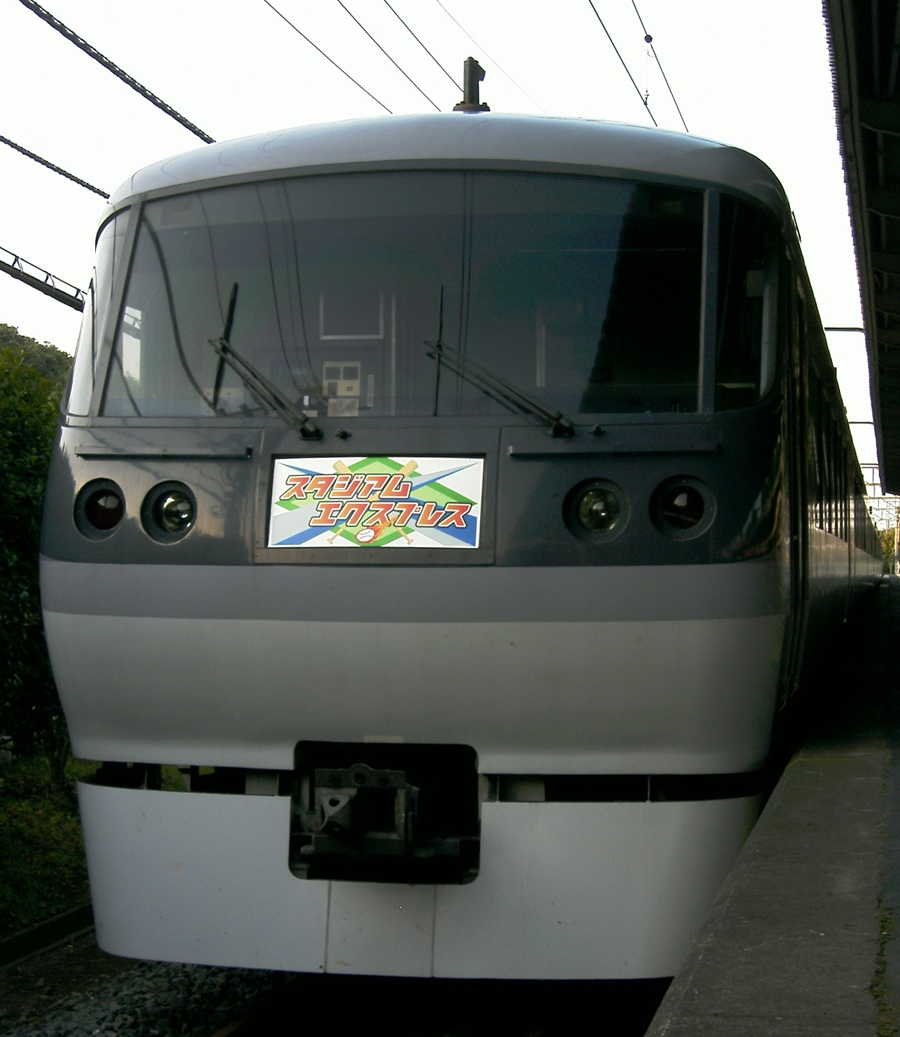
「ドーム」
（スタジアムエクスプレス）

- 池袋 - 西武球場前間を運転する臨時特急列車。
  - 2007年3月6日のダイヤ改正より従来運行されていた「スタジアムエクスプレス」と「ローズエクスプレス」に「ドーム」の統一愛称が付けられた[注 12]。
  - 池袋 - 所沢間・池袋 - 西武球場前間はいずれも特急料金が同額のため自動券売機による特急券購入でも2006年までは所沢発着扱いとして発行された。

スタジアムエクスプレス
- 池袋 - 西武球場前間で運転、途中停車駅は所沢のみ。試合開始時間に合わせて3パターンのダイヤが組まれているが、運行は1往復。
  - 2006年度は「セ・パ交流戦」期間中に西武ドームでの西武ライオンズ主催試合日に運転。
  - 2007年度からは交流戦期間に加えて、ライオンズ主催パシフィック・リーグ公式戦試合日となる土曜・休日・大型連休・夏休み期間（7月24日 - 8月31日）にも運行。

ローズエクスプレス
- 2005年度以降、西武ドームでの『国際バラとガーデニングショウ』開催時に池袋 - 西武球場前間で1日3往復運転。
  - 種別・行先表示器は「臨時」または「特急 むさし」を表示。
  - 「スタジアムエクスプレス」は通過となる練馬にも停車[注 13]。

西武電車フェスタ
- 2003年から2010年まで、毎年6月の「西武電車フェスタ・検修場まつり」開催時に池袋→武蔵丘車両検修場で運行。
  - 停車駅は石神井公園・ひばりヶ丘・所沢。
  - 2005年は西武新宿からも運行。
  - 立川真司や一時期はSUPER BELL''Zの野月貴弘らが臨時車掌（パフォーマンス）を務めた。

拝島線臨時特急
- 西武鉄道創立100周年を記念して2011年12月に運転された後、2014年まで毎年運転された。いずれも西武新宿→拝島で下りのみ1日1本運転[47]。関連して2018年から拝島ライナーが運行を開始している。
  - 2011年は12月12日 - 18日に運転。停車駅は高田馬場（乗車のみ）・田無・小平・玉川上水（以上降車のみ）。特急券オンライン販売システムの関係上から機械発券できないため特急券には補充券を使用した。
  - 2012年は8月24日 - 30日および12月10日 - 16日に運転。東大和市が停車駅に加わる一方、田無駅が停車駅から外れた。また、池袋線車内で発売される先出しの特急精算券を使用。
  - 2013年は12月12日・13日・19日・20日に運転。途中駅からの乗車も可能になったことでオンライン発券が可能になった。
  - 2014年は9月16日から26日の平日と12月11日から26日の木・金に運転。田無駅が停車駅に復活した（東大和市駅への停車も継続）。

#### 団体専用列車
小さな旅

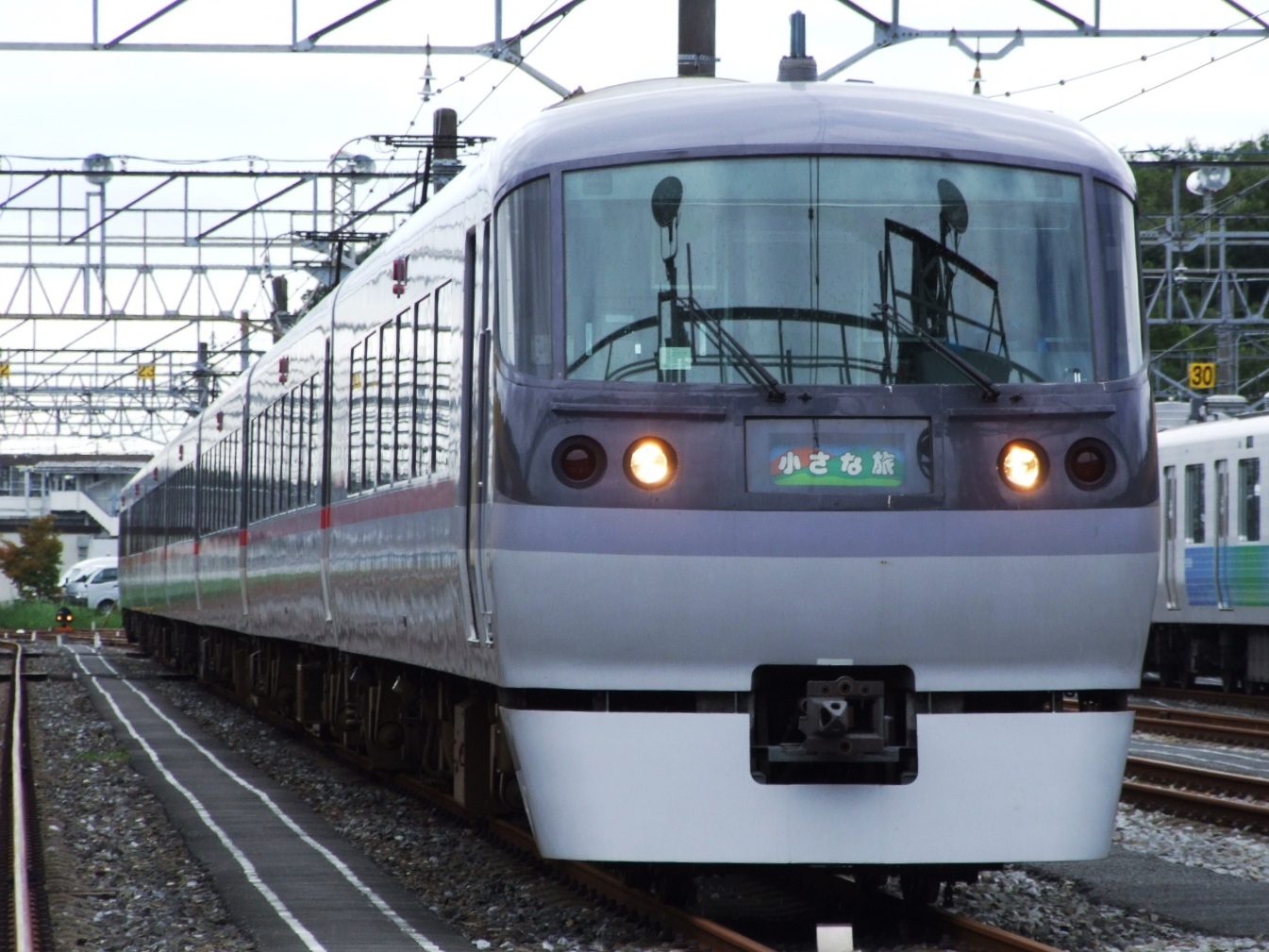
「小さな旅」
2008年8月30日 南入曽車両基地

- 1980年代頃から不定期に運転されている団体専用列車でニッポン放送制作・西武鉄道提供の同名ミニ番組[注 14]に因む。

走る鉄道教室
- 1998年に池袋 - 横瀬間で運転。

『水樹奈々 スマイルギャング』リスナー向け団体専用列車
- 2009年・2010年・2013年に西武ドームで開催された水樹奈々コンサートに合わせ、同番組のリスナーを招待し池袋 - 西武球場前間をノンストップで運行。車内では同番組の録音特別プログラムを放送。2015年以降の水樹のドームコンサートでは設定されていない。
  - 2009年 NANA MIZUKI LIVE DIAMOND開催時 7月5日「DIAMOND EXPRESS」
  - 2010年 NANA MIZUKI LIVE GAMES開催時 7月24日「RED EXPRESS」・7月25日「BLUE EXPRESS」
  - 2013年 NANA MIZUKI LIVE CIRCUS開催時 8月3・4日「CIRCUS★EXPRESS」

メイドトレイン
- 2010年12月11日に池袋 - 西武秩父間を往復するツアーチケットを発売して運行された団体専用列車。車内をメイド喫茶に見立てた。
- 企画・運営はひたちなか海浜鉄道と鹿島臨海鉄道でも同様な形態の列車を運行した[49]。
- 車内ではメイドによる車内販売・ドリンクサービスや車内放送、目的地の秩父ではミニ撮影会やビンゴゲーム大会などが実施された。
- 2012年1月14日にもBSビジュアルが企画し近畿日本ツーリスト主催で、池袋 - 西武秩父間を前述のレッドアロークラシックで往復運行[50]。

MISATO TRAIN
- 渡辺美里の西武ライオンズ球場でのコンサート開催時に、1995年に5000系から引き継ぎ運行されていた臨時列車。2005年を最後に渡辺が西武ドームでのライブを終了したために運転も終了した。毎年特製ヘッドマークが制作・掲出され（ただし2001年 - 2003年は「臨時」）、渡辺が特別車掌を担当した年次もあった。
- 2018年8月4日、西武ライオンズ40周年のイベントの一環として、「レジェンドOG」として渡辺が国歌斉唱・試合後にスペシャルライブを行うこととなり、復活運転を行った。

KIRINドーム
- 現行の「ドーム」登場前の1999年8月29日に1日限定・往路のみ池袋 → 西武球場前間をノンストップで運転した臨時列車。
  - 西武ライオンズ球団創設20年記念のイベント列車で西武観光での応募制企画旅行であったため通常の運賃設定と異なり当日の福岡ダイエーホークス（現・福岡ソフトバンクホークス）戦1塁側内野指定席B券に往復乗車券運賃・往路の特急料金+保険代・諸税が含まれ大人3,200円・小人2,900円の代金とした[注 15]。
  - 専用の特製ヘッドマークを掲出し、車内では西武ライオンズのマスコットキャラクター「レオ」と「ライナ」の乗車、ライオンズ選手からのメッセージを放送、協賛のキリンビールより無料で生ビール・ソフトドリンクが提供されたほか、乗車した全員にライオンズ選手カードのプレゼント（非売品）、抽選で選手の直筆サイン色紙・サインボールのプレゼントのイベントが行われた。

ALFEE EXPRESS
- 2002年8月24日・25日に西武ドームで開催されたTHE ALFEEのコンサート『Legend Of The Stadium V Silver legend/Gold Legend』開場時間前までに下り2本のみ西武池袋→西武球場前間で運行された臨時列車。乗車は往路のみで復路は回送とした。
  - ステッカーによる特製ヘッドマークを掲出。
  - 事前募集によって乗車券を購入した乗客のみ乗車することが可能。
- 車内ではTHE ALFEEメンバーの録音テープによるアナウンスを放送。

NHK連続テレビ小説『つばさ』ラッピング車両就役記念臨時列車
- 2009年3月20日に前述のラッピング編成の運行開始による西武新宿駅での出発式の後、本川越まで下り1本のみ運行。

### お召し列車
2007年3月28日に天皇・皇后と来日中のスウェーデン国王・王妃一行が、埼玉県川越市を視察するために西武新宿 - 本川越間を往復でお召し列車が運転された。2号車に乗車されている。
- 本務：10108編成
- 露払い：10106編成
  - いずれの編成も種別・行先表示器は「臨時」表示、カーテンは全て閉められた状態。
    - 10108編成は3月20日に車内設備更新工事を終了し武蔵丘車両検修場を出場、そのまま田無 - 小平 - 小川 - 東村山間のデルタ線で方向転換を行った上で南入曽車両基地に回送された。
    - この際、屋根・床下機器類の再塗装や清掃は通常より念入りに行われ、新車のような状態となっていた。また窓ガラスも防弾式に交換されている。
    - 訓練運転を行った上で28日のお召し運用に充当された。車内には赤い絨毯が敷かれたほか、肘掛けにカバーが施され、また座席を向かい合わせとするためテーブルも設置された。
    - 翌29日に再度方向転換が行われ正規の向きに戻され、小手指車両基地に回送。30日から池袋線系統で通常の運用に復帰している。

## 編成

### 編成表
|               | ← 飯能・西武球場前池袋・西武秩父 → ← 西武新宿本川越 → |                   |                |                |                   |                   |                 |
| 号車          | 1                                                     | 2                 | 3              | 4              | 5                 | 6                 | 7               |
| 形式          | クハ10100 (Tc1)                                       | ＜ モハ10200 (M1) | モハ10300 (M2) | サハ10400 (T)  | ＜ モハ10500 (M3) | ＜ モハ10600 (M4) | クハ10700 (Tc2) |
| 搭載機器,設備 | WC,自販機,♿︎                                          | CONT              | SIV,CP         | BT             | CONT              | SIV,CP            | WC,自販機       |
| 自重          | 35.0 t                                                | 43.0 t            | 41.8 t         | 33.0 t         | 43.0 t            | 42.0 t            | 35.0 t          |
| 自重(5次車)   | 33.0 t                                                | 41.5 t            | 39.0 t         | 32.0 t         | 41.5 t            | 39.0 t            | 33.0 t          |
| 定員          | 38                                                    | 64                | 64             | 64             | 64                | 64                | 48              |
| 車両番号      | 10101 ： 10112                                        | 10201 ： 10212    | 10301 ： 10312 | 10401 ： 10412 | 10501 ： 10512    | 10601 ： 10612    | 10701 ： 10712  |

凡例・備考
- ＜：集電装置（シングルアーム、5次車を除き当初は菱形）
- CONT：主制御器（1C8M/5次車はVVVFインバータ）
- SIV：補助電源装置（静止形インバータ）
- CP：空気圧縮機
- BT：蓄電池
- WC：トイレ（Tc1は洋式、Tc2は和式）
- 自販機：自動販売機（清涼飲料水）
- ♿︎：車椅子スペース

#### 各編成の状況
| 編成      | 新製日     | 分類  | 所属車両基地（カッコ内は最終所属） | 所属車両基地（カッコ内は最終所属） | 所属車両基地（カッコ内は最終所属） | 所属車両基地（カッコ内は最終所属） | 所属車両基地（カッコ内は最終所属） | 除籍日     | 備考                                             |
| 編成      | 新製日     | 分類  | 新製                               | 転属                               | 転属                               | 転属                               | 現在                               | 除籍日     | 備考                                             |
| --------- | ---------- | ----- | ---------------------------------- | ---------------------------------- | ---------------------------------- | ---------------------------------- | ---------------------------------- | ---------- | ------------------------------------------------ |
| 10101編成 | 1993.10.19 | 1次車 | 南                                 | 2004.05 小                         | 2010.02 南                         |                                    | （南）                             | 2020.02.05 | クハ10101・モハ10201・クハ10701の3両は横瀬で保存 |
| 10102編成 | 1993.11.12 | 1次車 | 南                                 |                                    | 2011.06 小                         |                                    | （小）                             | 2020.03.28 | クハ10102は地鉄譲渡                              |
| 10103編成 | 1994.08.26 | 2次車 | 小                                 | なし                               | なし                               | なし                               | （小）                             | 2019.07.24 |                                                  |
| 10104編成 | 1994.09.29 | 2次車 | 小                                 |                                    | 2011.04 南                         |                                    | （南）                             | 2019.09.26 |                                                  |
| 10105編成 | 1994.10.21 | 2次車 | 小                                 |                                    | 2011.06 南 2011.11 小              | 2020.03 南                         | （南）                             | 2021.06.09 | レッドアロークラシック塗装車                     |
| 10106編成 | 1995.08.25 | 3次車 | 小                                 |                                    | 2010.02 南                         |                                    | （南）                             | 2020.03.25 | クハ10106・モハ10206・モハ10606の3両は地鉄譲渡   |
| 10107編成 | 1995.09.08 | 3次車 | 小                                 | なし                               | なし                               | なし                               | （小）                             | 2019.12.11 |                                                  |
| 10108編成 | 1995.10.06 | 3次車 | 小                                 |                                    | 2010.03 南                         |                                    | 南                                 |            |                                                  |
| 10109編成 | 1996.08.02 | 4次車 | 南                                 | 2003.03 小 2004.05 南              | 2010.03 小                         | 2020.01 南                         | 南                                 |            |                                                  |
| 10110編成 | 1996.09.06 | 4次車 | 南                                 |                                    | 2010.02 小                         | 2020.03 南                         | 南                                 |            |                                                  |
| 10111編成 | 1996.10.14 | 4次車 | 南                                 |                                    | 2010.02 小                         | 2019.09 南                         | 南                                 |            |                                                  |
| 10112編成 | 2003.03.06 | 5次車 | 南                                 |                                    | 2011.04 小 2011.11 南              |                                    | 南                                 |            | VVVFインバータ制御                               |

凡例・備考
- 南：南入曽車両基地
- 小：小手指車両基地
- ラッピングについては#ラッピング車両を参照

## 譲渡車

### 富山地方鉄道20020形
2020年10月に10102編成と10106編成のうち4両が富山地方鉄道へ譲渡され、3両編成に改造の上で2022年2月19日に営業運転を開始した。2023年9月より愛称が公募され、11月に「キャニオンエキスプレス」に決定した。
車体塗装に大きな変更はなく、主要機器や車内設備も概ね西武時代のものが維持されているが、2024年3月に前面の下部及び両先頭車の「NRA」ロゴのあった所に、鉄橋をモチーフとしたオリジナルのロゴマークが表記された。同社線では元初代レッドアロー（16010形）も運行しており、新旧レッドアローの共演も見られる。同年2月28日までは一般公開を兼ねて特定のダイヤで運行した。

#### 経過と改造内容
2020年6月、横瀬にてクハ10102を方転の上でクハ10106-モハ10206-モハ10606-クハ10102の4両編成を組成した後、8月に新101系263編成の牽引で小手指まで回送。10月に小手指から稲荷町まで甲種輸送が行われ、稲荷町にて2021年5月頃より改造が開始された。
- クハ10106は1号車のクハ221とし、従来通り男女トイレ・洗面所・車椅子スペース・自動販売機を備える[54]。車椅子スペースは従来通路の左右に分散されていたものが片側に集約された。また床下には蓄電池を新たに搭載した。
- モハ10206は2号車のモハ20022とし、パンタグラフを菱形へ変更している。
- クハ10102は3号車のモハ20021とした。電動車化の上で床下に補助電源装置と空気圧縮機を新たに搭載した[61]。車内では連結面寄りのデッキから設備一式を撤去し[61]、優先座席として二人掛け座席をロングシートのように配置[56]した上で荷棚とつり革を設置した。車椅子スペースは車体表記を含め残されているが、公式での案内はされていない。
- モハ10606は部品取りに用いられ、クハ10102と台車を交換した上で稲荷町構内に単独留置されている。

このほか、先頭車では乗務員から車内への視認性を確保するため運転台後方の仕切り壁に窓を設けた。また富山地方鉄道や寒冷地への対応としてスノープラウ、IC運賃箱、車内確認用カメラ（8台）、ドライブレコーダーの設置、ATSの変更（ATS-SWを装備）等が行われている。
編成表
|               | ← 電鉄富山・宇奈月温泉上市・立山 → |                 |                     |          |          |
| 号車          | 1                                  | 2               | 3                   | 導入     | 改造     |
| 形式          | クハ220 (Tc1)                      | ◇ モハ20022 (M) | モハ20021 (Mc1)     | 導入     | 改造     |
| 搭載機器,設備 | BT,WC ,♿︎,自販機                   | CONT            | SIV,CP ,♿︎,優先座席 | 導入     | 改造     |
| 座席数        | 38                                 | 64              | 46                  | 導入     | 改造     |
| 車両番号      | 221 （10106）                      | 20022 （10206） | 20021 （10102※）    | 2021年度 | 大阪車両 |

写真

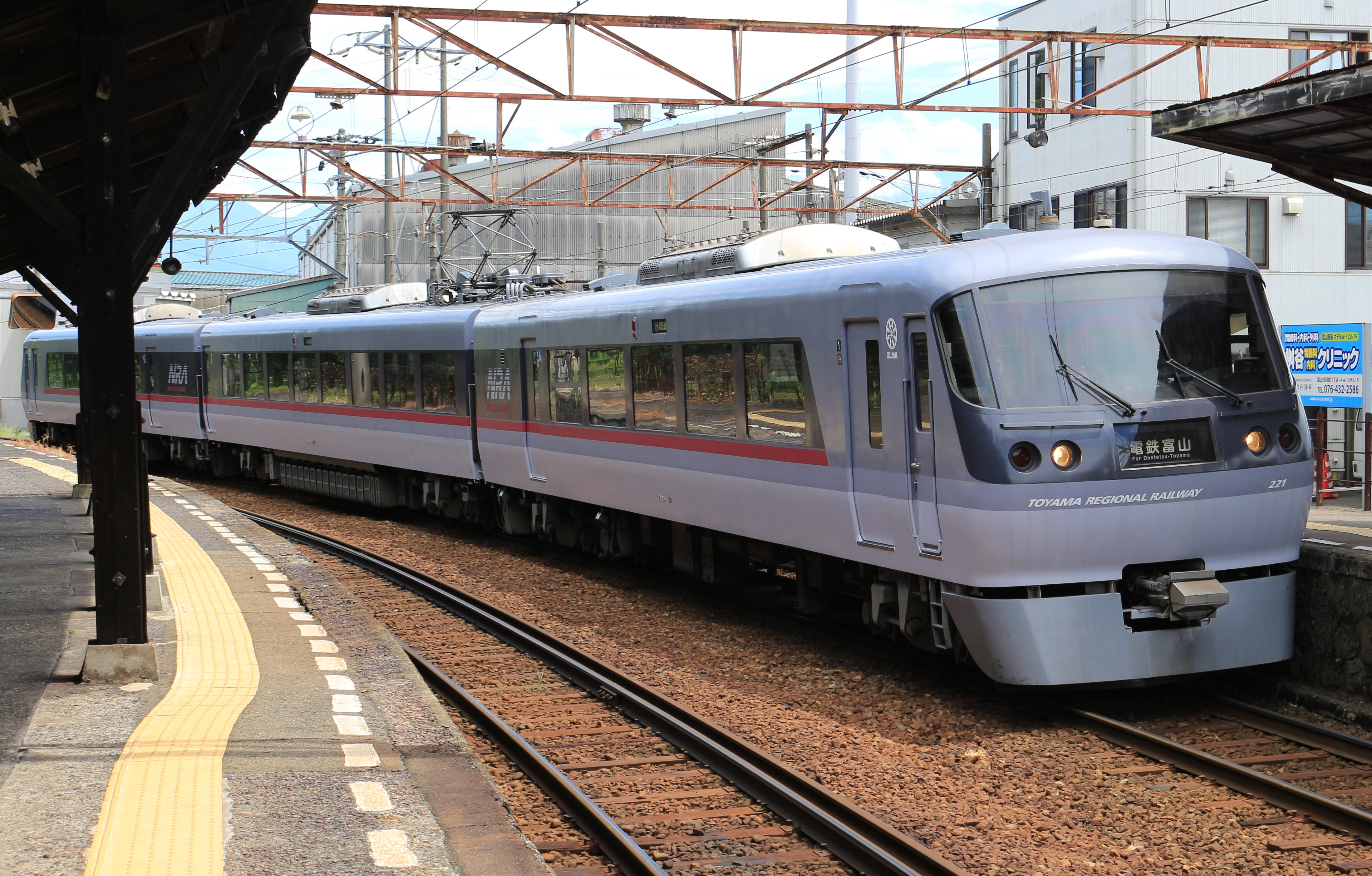
20020形
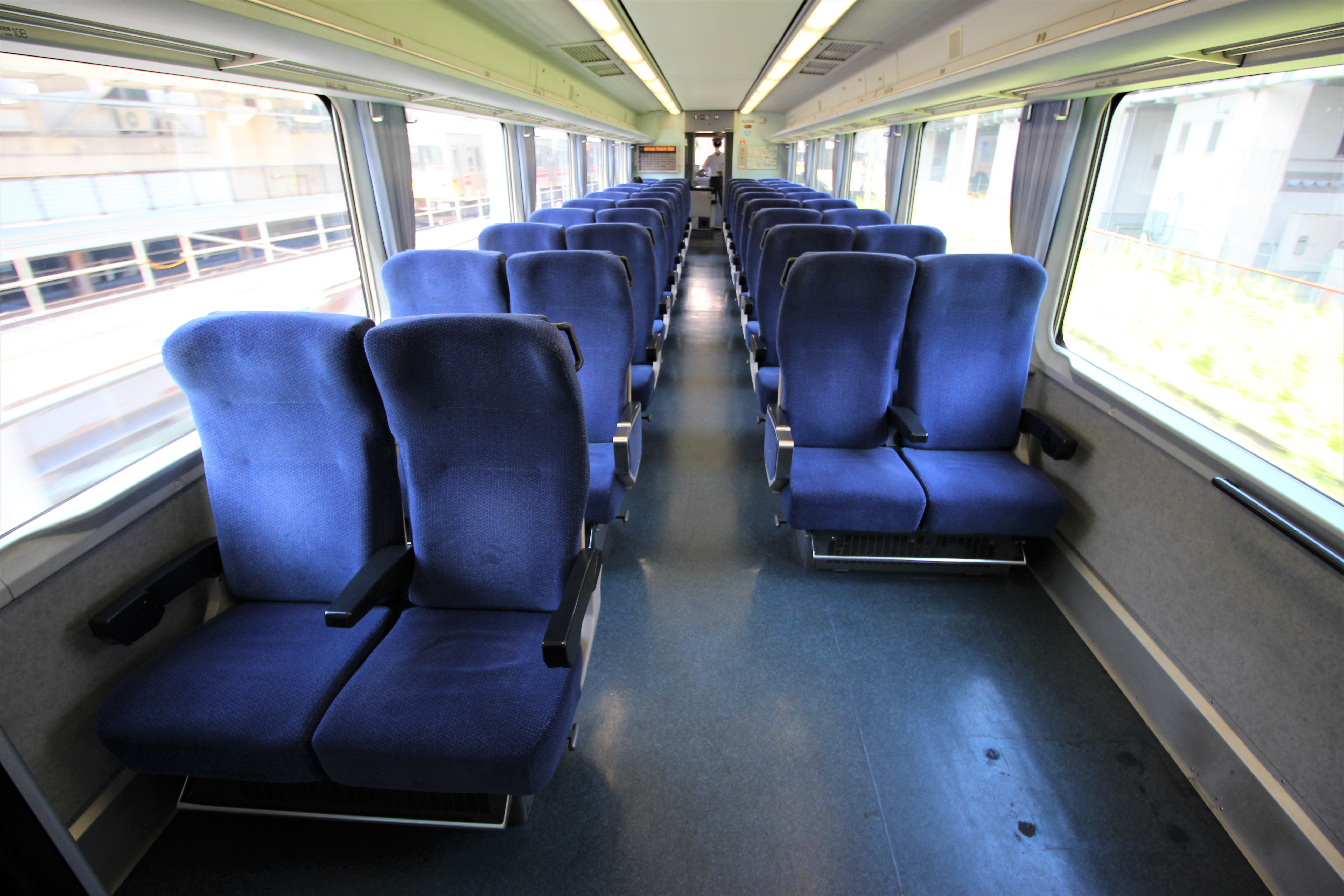
車内全景と車椅子スペース（クハ221）
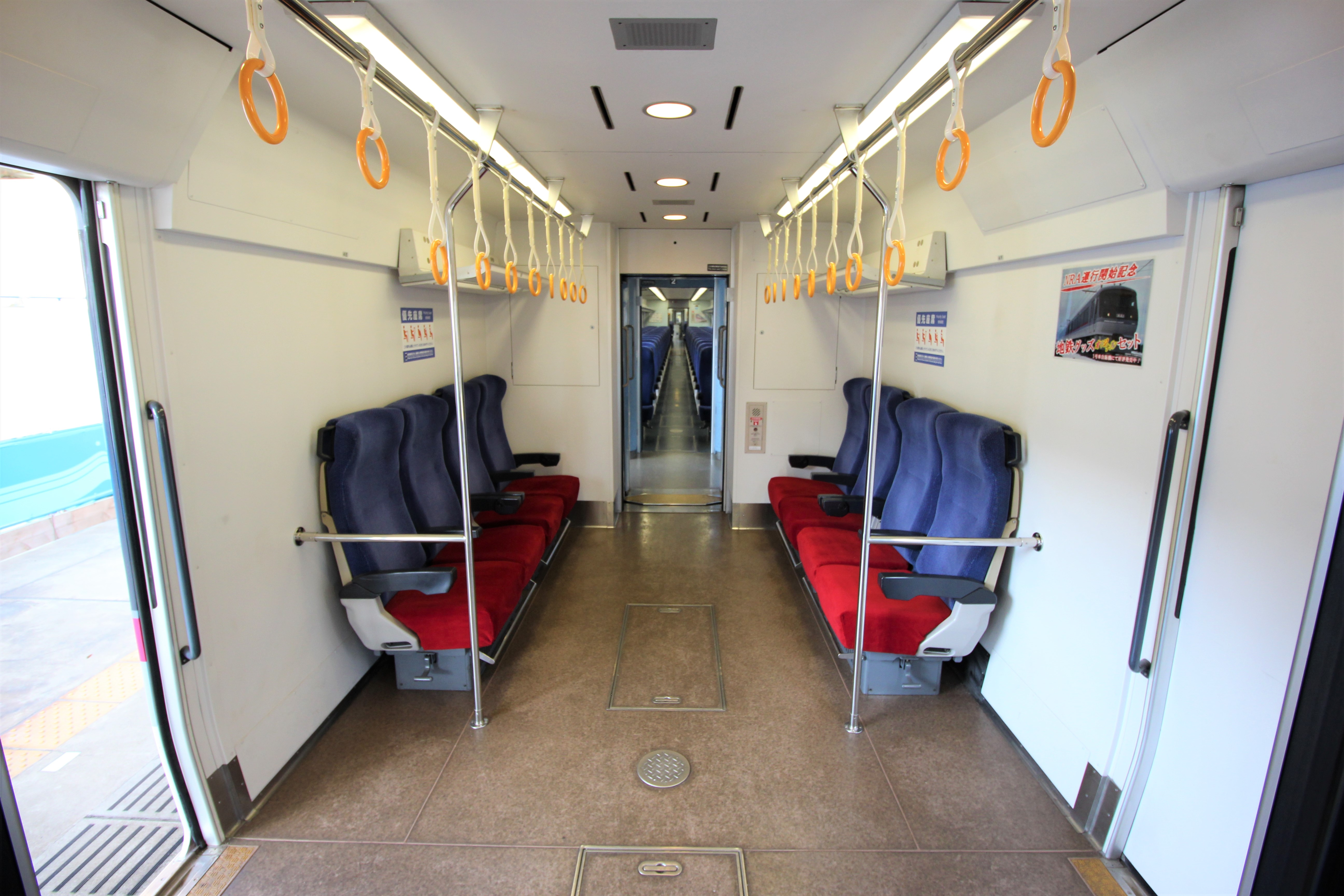
モハ20021の優先座席
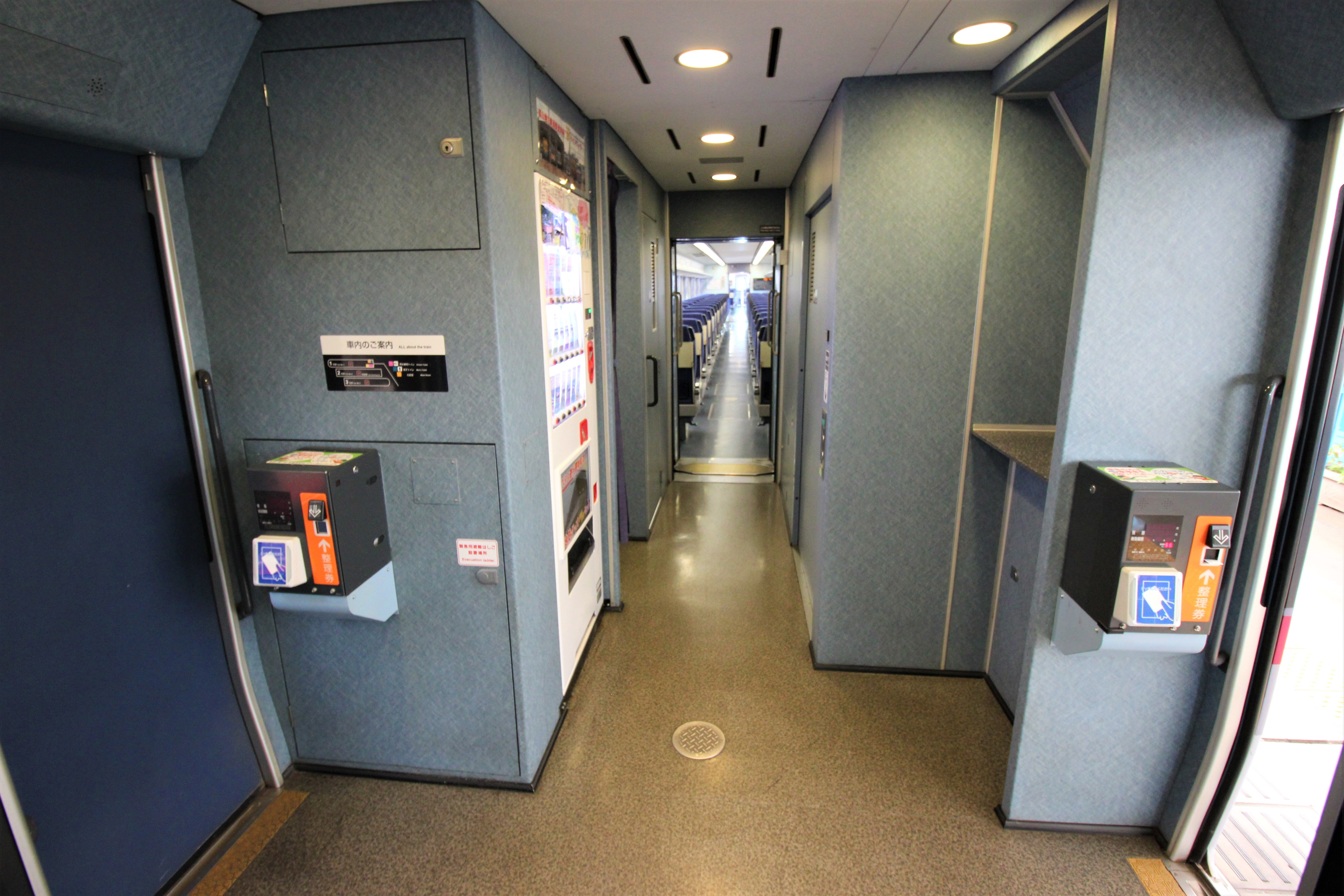
クハ221の連結面寄りデッキ部 男女トイレ・洗面所・自動販売機を備える。

## 保存車
- 10101編成を3両（10101-10201-10701）に短縮し、横瀬で静態保存。2020年開催の「Laview ブルーリボン賞受賞記念 車両基地まつり in 横瀬」で公開された。